# Lola Mora
Dolores Candelaria Mora Vega de Hernández, o Dolores Mora, más conocida como Lola Mora (Trancas, Tucumán, 17 de noviembre de 1866 - Buenos Aires, 7 de junio de 1936), fue la más importante escultora argentina que además incursionó en el urbanismo, la minería y las artes visuales. Se destacó en espacios generalmente vedados a las mujeres de su época y fue la escultora argentina más halagada y discutida de los últimos años del siglo XIX y comienzos del siglo XX. La Tucumana conserva el título de ser la primera escultora mujer de toda Latinoamérica. 
Entre sus obras más conocidas se encuentra la Fuente de las Nereidas, denominada popularmente como Fuente de Lola Mora, un conjunto escultórico de mármol de Carrara que se inauguró el 21 de mayo de 1903 en el Paseo de Julio de Buenos Aires.(por entonces el Paseo de Julio era la Avenida Alem) y que fue trasladado a Costanera Sur. Está obra fue concebida para la Plaza de Mayo, y también por los desnudos clásicos de Nereidas, Tritones y Venus, se decidió su emplazamiento en Av Alem y Cangallo, alejándolo de la Catedral.
Su obra más relevante es el  grupo escultórico monumental de 6 estatuas, denominado Alegorías  diseñados originalmente para coronar las escalinatas de entrada del Congreso de la Nación, integrados por el Progreso, la Justicia, la Libertad, La Paz, el Trabajo y  la Audacia (los Leones). Su importancia radica tanto en el simbolismo-siendo concebidos como los valores que debieran encausar la tarea del Congreso- , como en su relación con el espacio público, su monumentalidad e inclusive el factor disruptivo de la desnudez clásica. Los originales de mármol de Carrara fueron instalados en 1907, luego llevados a la ciudad de Jujuy. En 1921 fueron deshechados por escandalosos por iniciativa del diputado Luis Agote, y ubicados en los alrededores de la Casa de Gobierno de Jujuy por gestión de esa provincia. En el 2013 se reinstalaron réplicas exactas en mármol y resina en su sitio original del Palacio del Congreso de la Nación, bajo la dirección de la Comisión Nacional de Monumentos, Lugares y Bienes Históricos y  la Dirección Nacional de Arquitectura. Los originales en el 2025 se emplazan en el Centro Cultural Lola Mora, en Jujuy , en un premiado monumento diseñado por  el estudio de su coprovinciano César Pelli (del estudio Pelli, Clarke & Associates en New Haven)  
Se destacan también alegóricas esculturas en el Monumento a la Bandera en Rosario. Tras cancelar el Estado el contrato del Monumento con Lola Mora en 1910, dándolo a favor de Bustillo y Guido, la artista con su honradez entregó las mismas terminadas. Se encuentran instaladas en un espejo de agua en el Pasaje Juramento, que forma parte del acceso posterior al complejo monumental. Las esculturas allí ubicadas son 6 también, en mármol de Carrara: Belgrano y la Bandera, la Patria, el Pueblo, el Soldado y el Clarín, Fray Gorriti bendiciendo la Bandera y el Gaucho.
Por último mencionaremos las obras en su provincia natal, Tucumán: dos frisos de bronce ubicados en el patio de la Casa Histórica de la Independencia, y las estatuas de la Libertad (plaza Independencia) y de Alberdi en la plaza homónima.
Entre los homenajes que ha recibido se encuentra la institución del 17 de noviembre, fecha de su natalicio, como Día Nacional del Escultor y las Artes Plásticas realizado por el Congreso de la Nación Argentina y la creación en 1998 de los Premios Lola Mora a ser discernidos por la Dirección General de la Mujer de la ciudad de Buenos Aires a los medios de comunicación, que transmitan una imagen positiva de la mujer que rompa con los estereotipos de género, promueva la igualdad de oportunidades y los derechos de las mujeres.

## Biografía

### Infancia y adolescencia
Su lugar de nacimiento está controvertido, los salteños alegan que nació en El Tala, una localidad del sur de la provincia de Salta a muy pocos kilómetros de donde vivían sus padres, los tucumanos se basan en donde fue bautizada (el 22 de junio de 1867) en el norte de la provincia de Tucumán, y en que la escultora siempre se reconoció tucumana.
Con relación a lo mencionado en el párrafo anterior el Historiador Antonio Sorich luego de intensas investigaciones, logra determinar que Lola Mora fue bautizada de "socorro" (cuando un lugar no tiene parroquia o cuando esta en riesgo de muerte el nacido/a) en el Tala por su tío abuelo Don Ramón Cañavera, vecino de los abuelos maternos de Lola Mora y también de la Familia Mora Vega (Padres de Lola Mora). Ramón Cañavera será Padre de Ramón Cañavera (h) fundador del primer diario de Tucumán "El Republicano" y del primer diario de Salta "Diario El Popular".
La certeza del nacimiento de Dolores Candelaria Mora la da el primer censo nacional ordenado por el presidente Domingo Faustino Sarmiento, el 15 de septiembre de 1869 y lo confirma el segundo censo nacional del 10 de mayo de 1895 que hizo realizar el presidente José Evaristo Uriburu (Salteño), se toma a su vez de la fuente www.familysearch.org/ark:6 - pieza o folio 1270. lugar del censo, la ciudad de San Miguel de Tucumán, capital de la provincia homónima. 

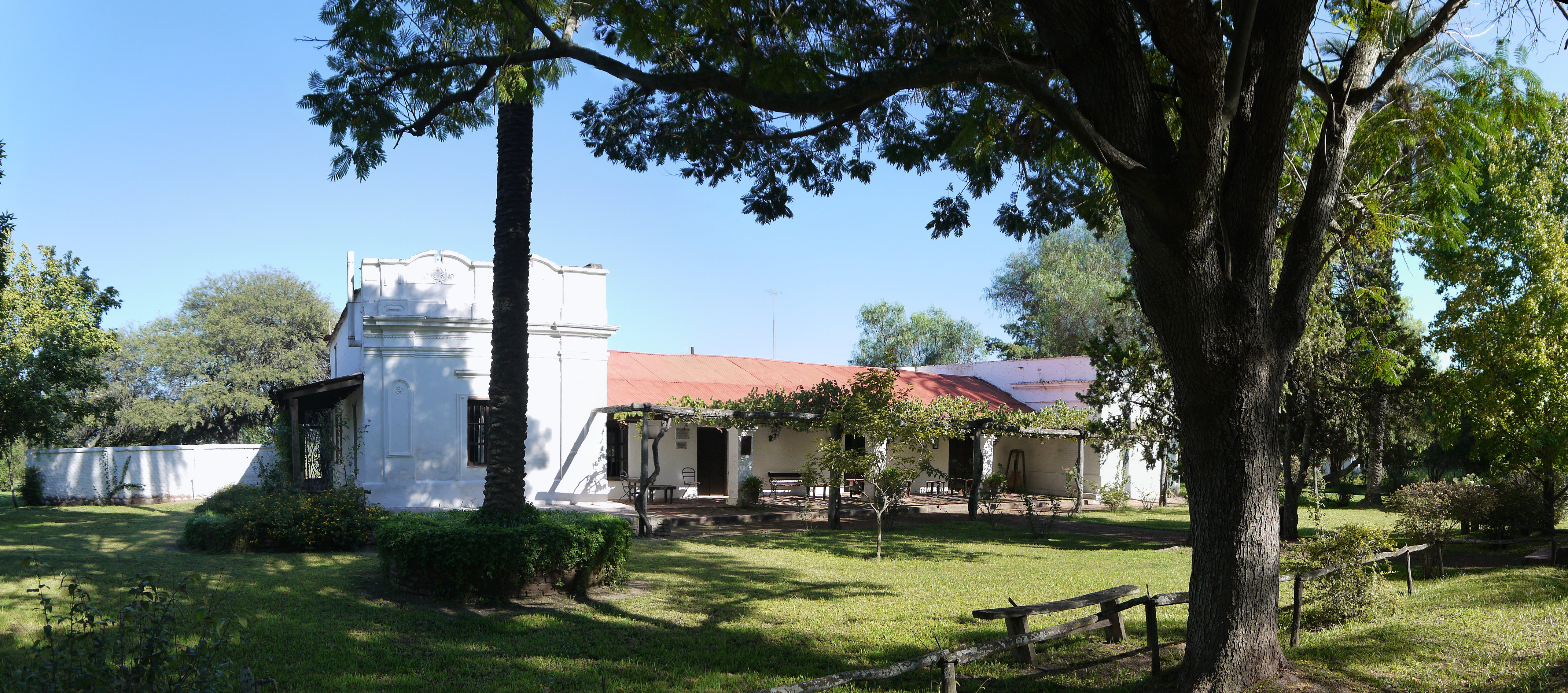
Casa natal de Lola Mora.

Su padre era Romualdo Alejandro Mora, un comerciante y hacendado de origen catalán, propietario de algunas estancias en la zona tucumano-salteña y de una casa en la ciudad de San Miguel de Tucumán.
En 1857 llegó a la localidad salteña de El Tala. Se casó el 16 de marzo de 1859 en la parroquia de San Joaquín de Trancas (provincia de Tucumán) con Regina Vega Sardina, una estanciera salteña nacida en El Tala, de ascendencia tarijeña y guachipeña.
Lola Mora (Dolores Candelaria Mora Vega) fue la tercera de siete hermanos: tres varones y cuatro mujeres. En 1870, cuando tenía cuatro años, su familia decidió instalarse en la ciudad de San Miguel del Tucumán. En agosto de 1874, a los siete años de edad, comenzó sus estudios en el colegio Nuestra Señora del Huerto, donde se destacó como alumna. En septiembre de 1885, cuando Lola tenía dieciocho años, fallecieron sus padres: su madre, de neumonía, y dos días después su padre, de un infarto.

### Inicios en el arte
En 1887 llegó a Tucumán para dar clases el pintor austriaco John MacTavish (1856-1922) y Lola fue una de sus alumnas. Fue así que se inició en pintura, dibujo y retrato y aprendió sobre el neoclasicismo y el romanticismo italiano, estilos que marcaron su obra; empezó a hacer retratos de personalidades de la sociedad tucumana con los cuales pudo financiar sus otras obras.
Animada por su éxito, realizó un retrato a la carbonilla al gobernador de Salta, Delfín Leguizamón y su trabajo fue tan perfecto que su maestro Falcucci dijo: "Era la copia de una fotografía, pero tenía todo de propio, de individual en la factura". Lola pintó una colección de veinte retratos en carbonilla de los gobernadores tucumanos desde 1853 que fueron adquiridos por la legislatura de la provincia en cinco mil pesos. Ya era en Tucumán una artista conocida cuando en 1895 viajó a Buenos Aires en busca de una beca para perfeccionar sus estudios en Europa, que le fue concedida por el presidente José Evaristo Uriburu el 3 de octubre de 1896 consistente en una subvención mensual de cien pesos oro por dos años.

### Primeros pasos en escultura

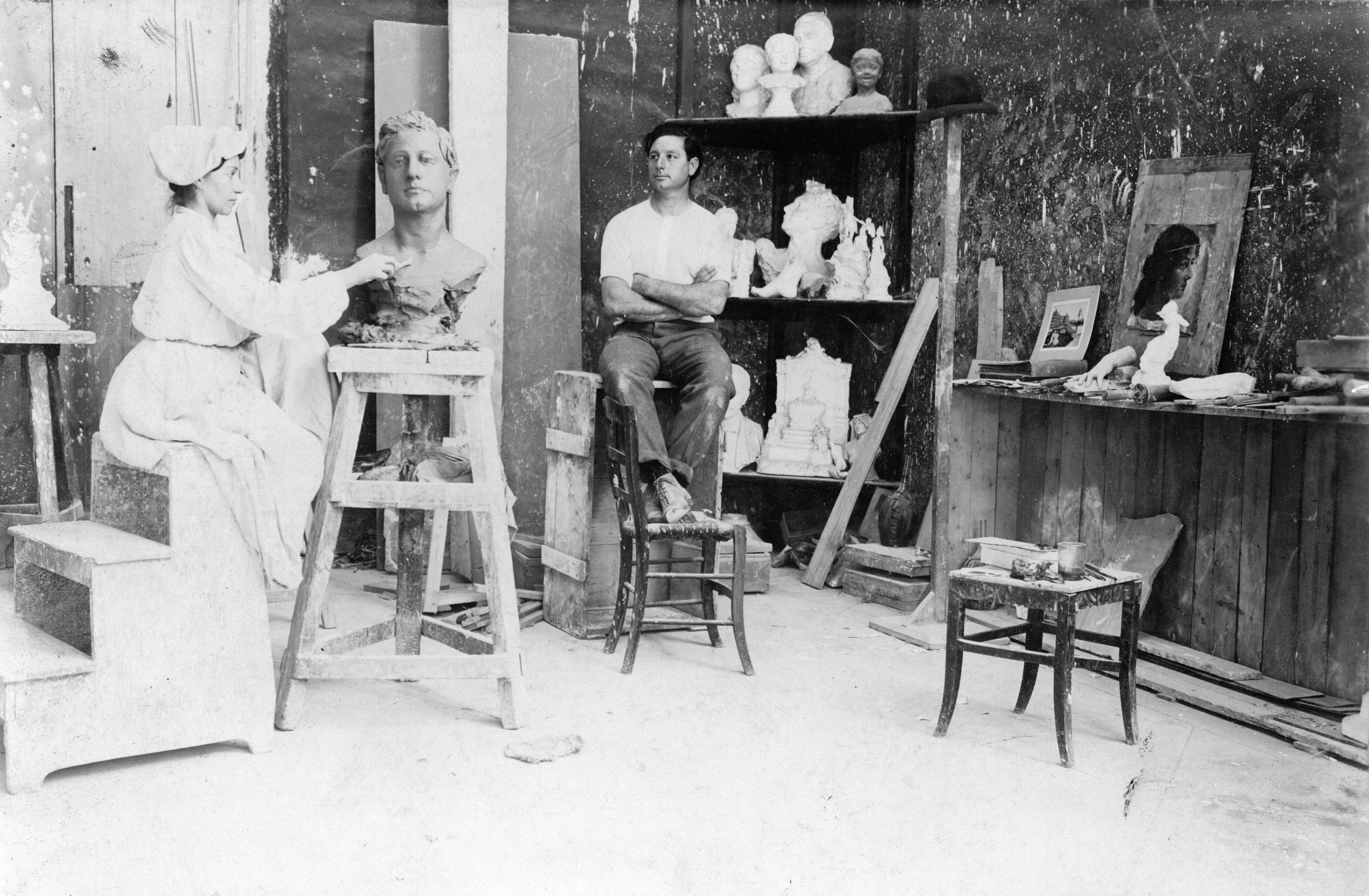
Lola Mora en su taller trabajando con un modelo, 1903. Archivo General de la Nación.

Instalada en Roma en 1897, fue alumna del pintor Francesco Paolo Michetti, que se dedicaba a la pintura y la fotografía y había sido escultor en su juventud, aprendió el arte de trabajar con terracotta con el escultor Constantino Barbella (1852-1925) y finalmente decidió dedicarse de lleno a la escultura cuando conoció a otro de sus profesores, Giulio Monteverde, maestro en el trabajo del mármol. En Roma instaló su casa y taller y viajó con frecuencia a Buenos Aires llevando sus trabajos.
Al tiempo de estar en Italia se relacionó con los círculos artísticos y culturales, en los que fue muy respetada, y la prensa argentina empezó a informar sobre sus trabajos, viajes por Europa, exposiciones y los premios recibidos. Un autorretrato de Lola Mora, en mármol de Carrara, se exhibió en la Exposición Universal de París de 1900 y ganó una medalla de oro. Cuando en 1900 regresó a la Argentina precedida por su éxito recibió el encargo en Tucumán de una estatua de Juan Bautista Alberdi, acordó en Salta la fundición de estatuas y relieves conmemorativos para el Monumento del 20 de febrero y ofreció a la municipalidad de Buenos Aires su obra más famosa: la Fuente de las Nereidas.

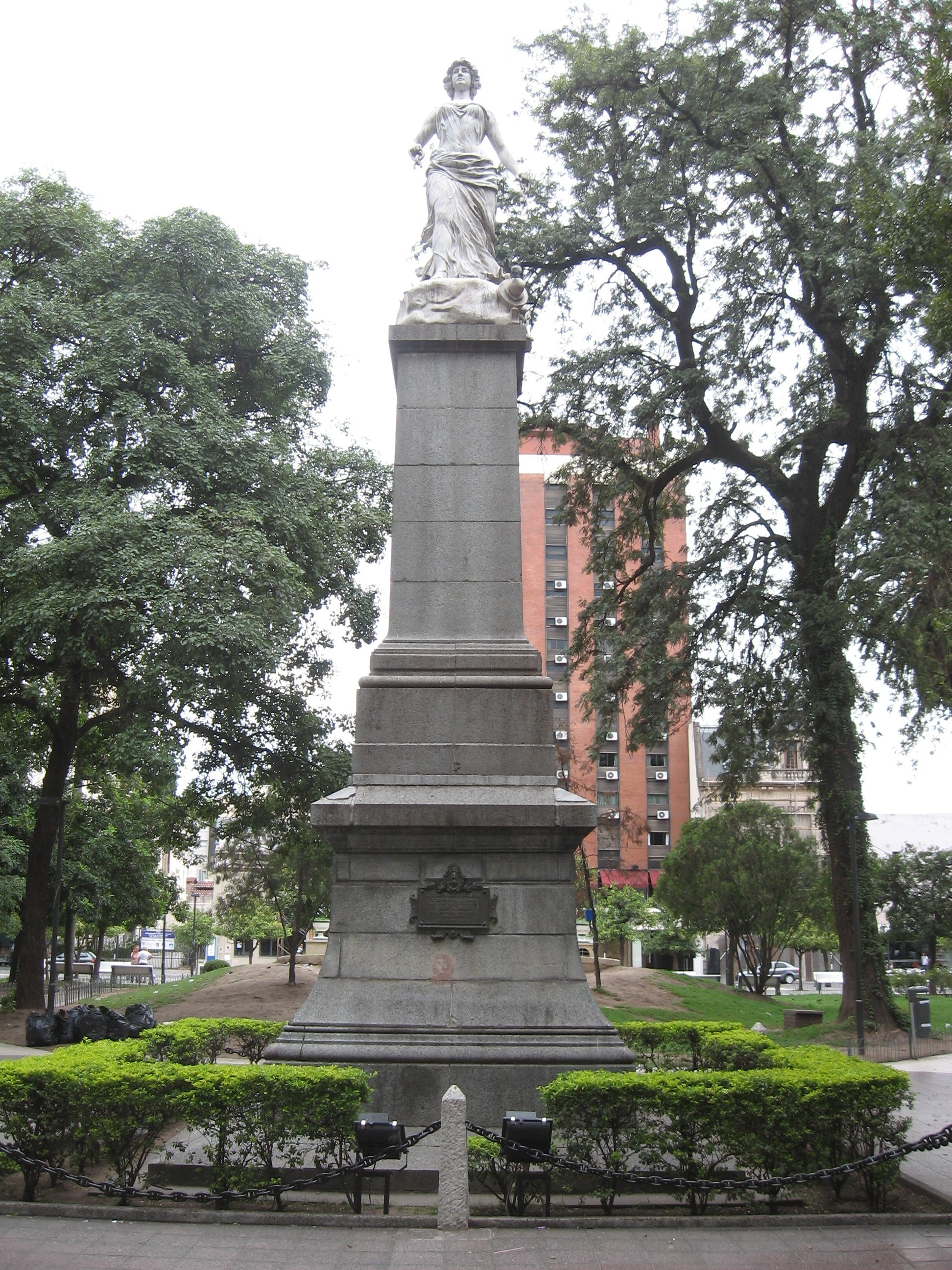
"Estatua de la Libertad" en la Plaza Independencia, San Miguel de Tucumán.

### La provocación del desnudo

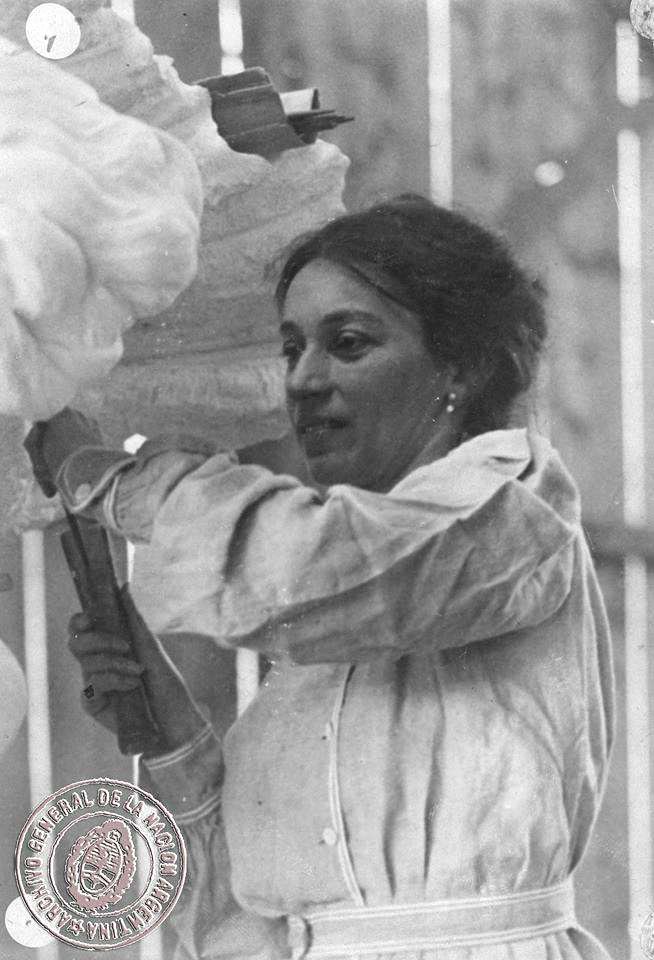
Lola Mora trabajando en la Fuente de las Nereidas en su taller de paseo de Julio, 1903.

Lola Mora volvió a su estudio de Roma para preparar los encargos y regresó a Buenos Aires en agosto de 1902 con los bloques de las estatuas esculpidas que, al ser desembaladas, provocó un escándalo. La sociedad porteña de la época consideró que las estatuas mostrando sin recato los cuerpos desnudos emergiendo triunfalmente de las aguas eran "licenciosas" y "libidinosas".

### Entre Argentina y Roma
Por ese entonces le ofrecieron esculpir una estatua de la reina Victoria, a ser emplazada en Melbourne (Australia) y del zar Alejandro I en San Petersburgo (Rusia), pero rechazó ambos encargos porque requerían adoptar la ciudadanía británica o rusa, respectivamente.

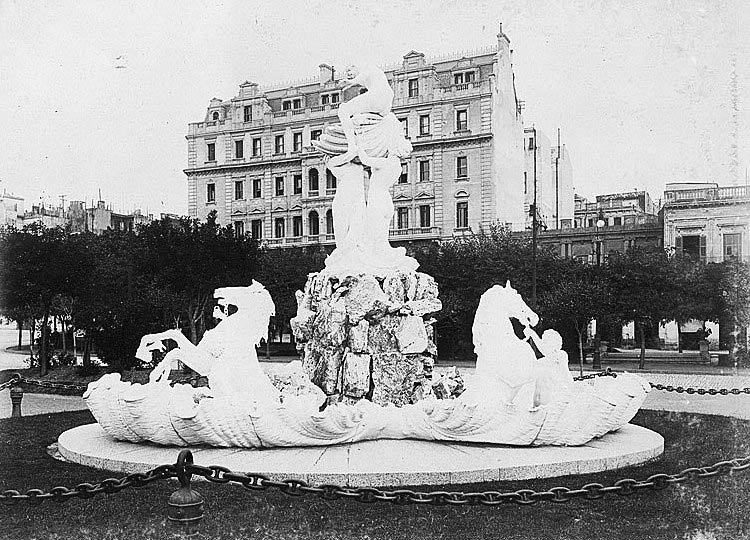
La Fuente de las Nereidas en su antigua ubicación, la intersección de Paseo de Julio y Cangallo, 1910. Archivo General de la Nación.

En su país le encomendaron realizar un busto del presidente Julio Roca, una estatua de Aristóbulo del Valle, una alegoría de la independencia, dos sobrerrelieves para la Casa Histórica de Tucumán y cuatro estatuas para decorar el nuevo edificio del Congreso Nacional; que representarían a los presidentes más célebres de los congresos argentinos históricos: Carlos de Alvear, Francisco Narciso de Laprida, Facundo Zuviría y Mariano Fragueiro. Viajó a Roma y regresó en 1904 con todos los encargos. De manera constante Mora viajaba entre Roma donde se encontraba su estudio hasta Argentina.
A partir de 1910 empieza a declinar su estrella como escultora. Los incumplimientos contractuales de sus proveedores la llevaron a endeudarse y a hipotecar su taller de Roma. En 1913 inauguró su monumento a Nicolás Avellaneda en la ciudad de Avellaneda en presencia del presidente Roque Sáenz Peña, el vicepresidente Victorino de la Plaza y su gran amigo el expresidente Julio Argentino Roca, que murió un año después. Con su muerte Lola perdió influencia y los adversarios políticos de Roca le pasaron factura.
En 1915 el Congreso decidió desmontar sus obras escultóricas a las que califica de "adefesios horribles". El diputado Luis Agote afirmó que: "No demuestran nuestra cultura ni nuestro buen gusto artístico". El conjunto se dispersó entre cinco provincias. Ese año Lola Mora vendió su palacete romano y retornó definitivamente a Argentina.

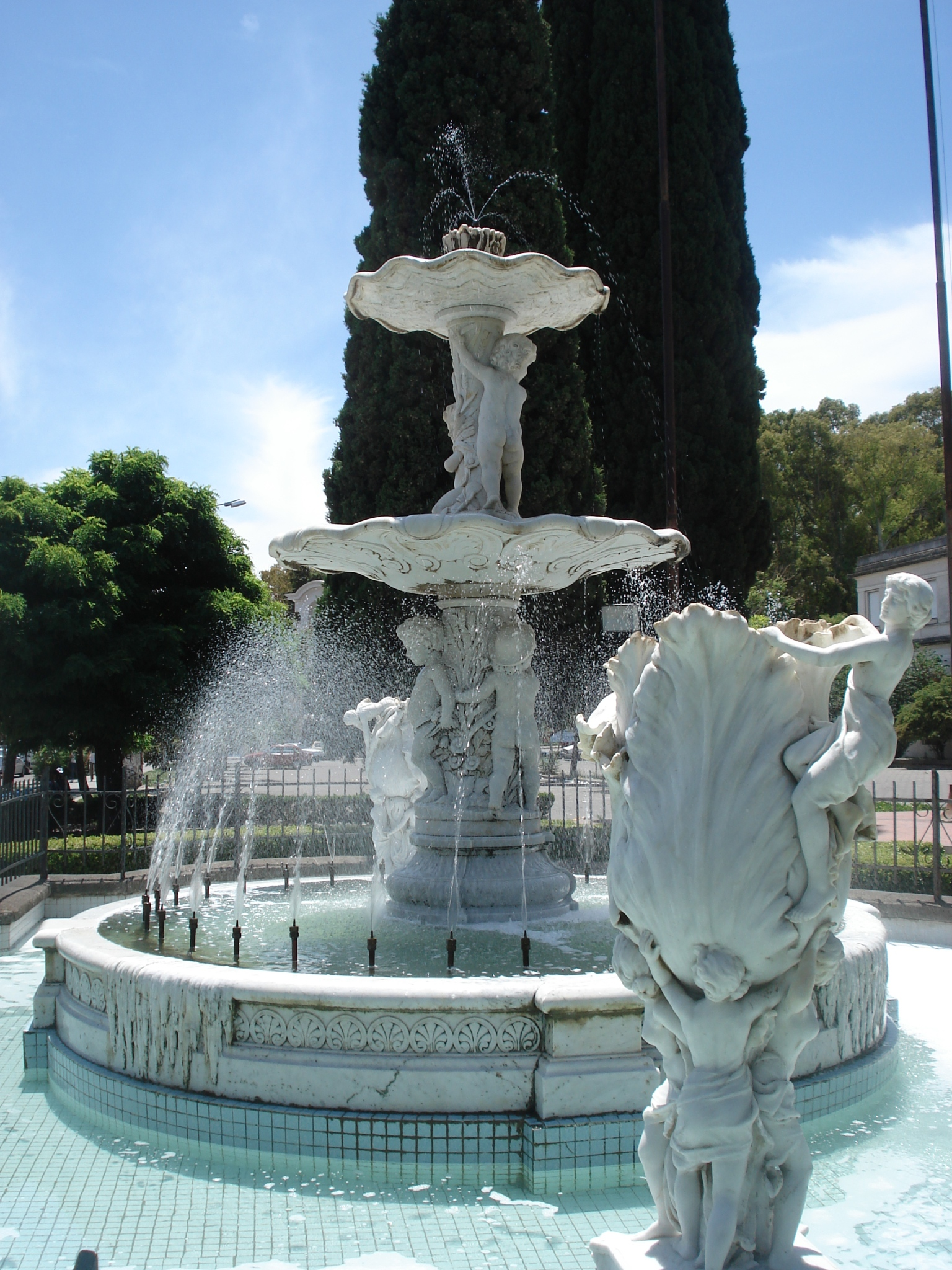
Fuente de la Mora en la Universidad del Sur, Bahía Blanca

En 1918 la municipalidad porteña desmanteló la Fuente de las Nereidas y la mandó al ostracismo, ubicándola en Avenida Costanera Sur, donde se erige actualmente, a la entrada de la Reserva Ecológica.

### Interés en nuevas tecnologías

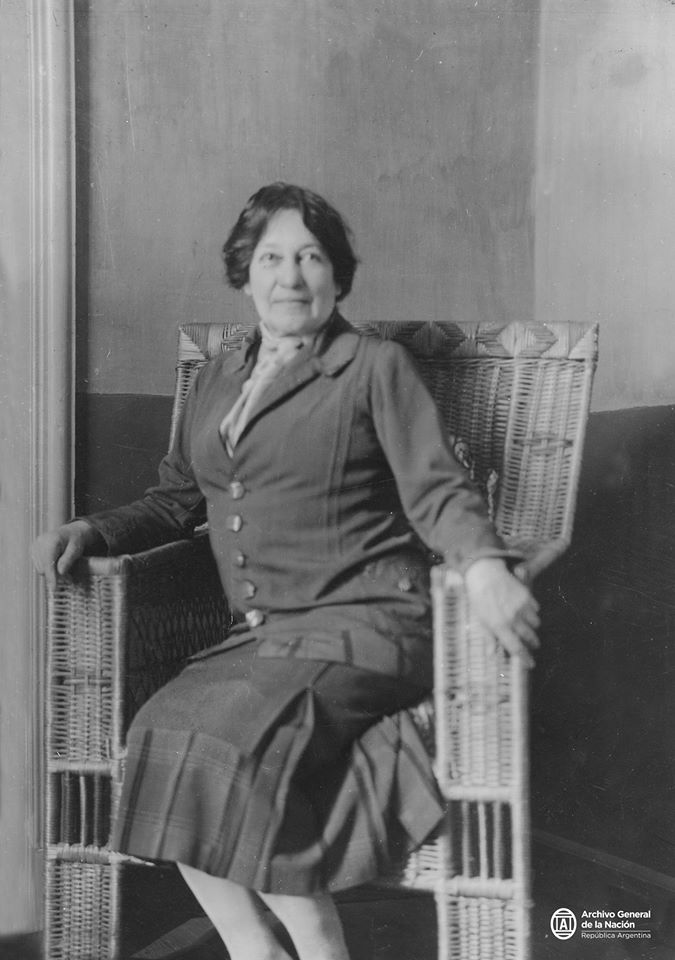
Lola Mora en 1930. Archivo General de la Nación.

Curiosa por naturaleza se acercó a figuras del mundo teatral y, atraída por el cine, quiso experimentar con telones de color.
Hacia 1920 abandonó la escultura e impulsó el dispositivo llamado cinematografía a la luz, que permitía ver cine sin necesidad de oscurecer una sala, pero no logró introducirlo en el mercado. Viajó al norte del país llevando nuevos proyectos: primero a Jujuy donde en 1923 fue nombrada “Escultor Encargado de Parques y Jardines y Paseos” y a Salta a finales de 1924 para comenzar exploraciones geológicas.
En 1925 el presidente Marcelo T. de Alvear dejó sin efecto la última obra encargada por el Estado, el diseño del Monumento a la Bandera. Para revertir el golpe, emprendió la extracción de combustibles con base en destilación de rocas fósiles (esquistos bituminosos) asociada a otras personas y recorrió infructuosamente las montañas de Salta para desarrollar el negocio, perdiendo en ello sus ahorros.
Desahuciada y con su salud deteriorada, entre 1932 y 1933 retornó a Buenos Aires, bajo el cuidado de sus sobrinas. Le costaba caminar, divagaba y perdía el conocimiento. En 1933 la Sociedad Sarmiento de Tucumán realizó una muestra a beneficio de la empobrecida artista. En 1935, restaurado el orden conservador, el Congreso le aprobó una pensión de doscientos pesos mensuales.
El 17 de agosto de ese año Lola Mora sufrió un ataque cerebral que la dejó postrada hasta el 7 de junio de 1936 en que falleció en Buenos Aires tras tres largos días de inconsciencia, insensibilidad y dificultad en su respiración, rodeada de sus tres sobrinas que la asistieron durante toda la enfermedad.
En las principales publicaciones argentinas hubo notas necrológicas. Caras y Caretas, por ejemplo, comentó:

"Siempre nos sorprende la tragedia del talento olvidado. Ahora más, al herir a una mujer, a la primera mujer argentina, cuya vocación supo afrontar las dificultades del mármol, los laboriosos primores del modelado de la arcilla."

El vespertino Crítica señalaba a responsables del abandono en que se encontraba la artista:

"...Es el homenaje perenne y sincero que compensa, hasta cierto punto, la ingratitud material de los poderes públicos y la sorda hostilidad de nuestros círculos artísticos que veían en Lola Mora la expresión de gustos anticuados y definitivamente 'pasados de moda.'"

Por su parte, el Diario La Nación que tantos favores concediera a Lola Mora en sus años de esplendor, decía sobre ella:

"El decidirse por el arte, ya había significado una proeza, recordemos la fecha de sus comienzos y su actuación inicial. Mujer y escultora parecían términos excluyentes. Los prejuicios cedieron, sobrepujados por la evidencia de su obra."

En todas las necrológicas sólo se recordó de su vasta obra la Fuente de las Nereidas.
La tumba de Lola Mora se encuentra en el cementerio del Oeste de Tucumán, la necrópolis más antigua de la ciudad, la cual en 2010 fue declarada bien de interés histórico-artístico.
Por otro lado, los restos de buena parte de su familia descansan en el cementerio de la Santa Cruz de Salta.

## Vida personal

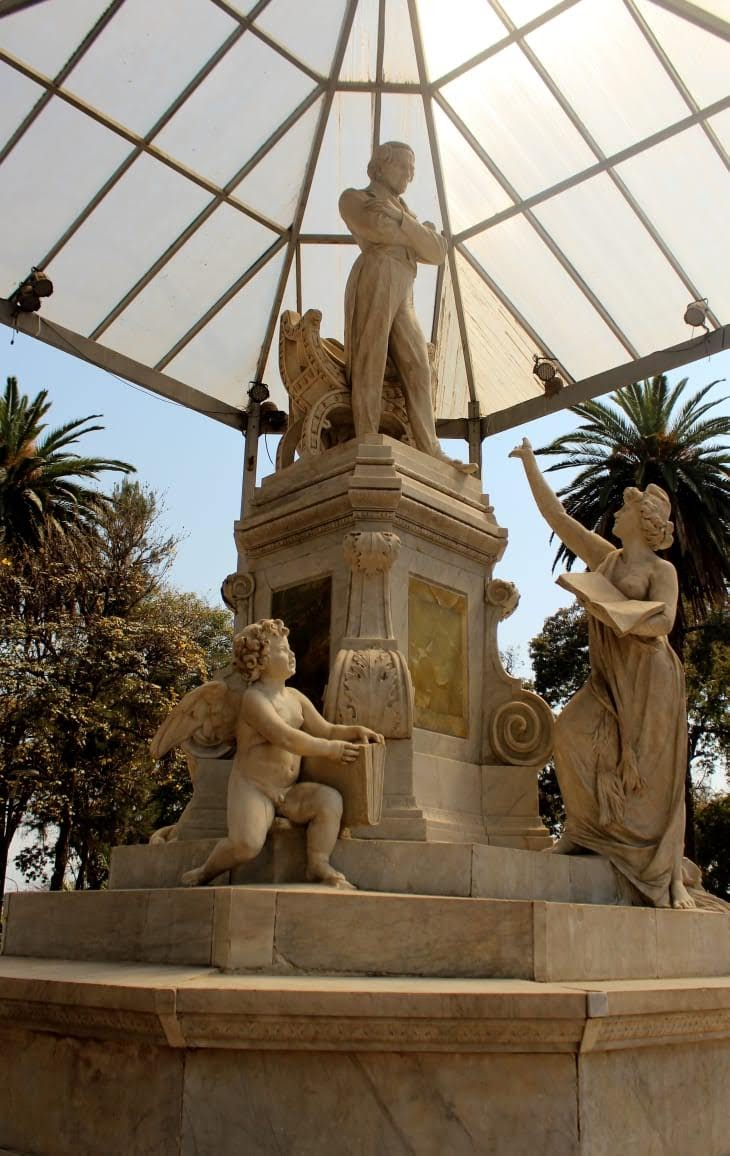
Monumento a Alberdi, Plaza Alberdi San Miguel de Tucumán

El 22 de junio de 1909 a los cuarenta y dos años se casó en el Registro Civil con Luis Hernández Otero, que tenía 15 años menos de edad,  hijo del gobernador de Entre Ríos Sabá Zacarías Hernández, que la había conocido en el Congreso Nacional, donde era empleado, cuando la escultora trabajaba para la fachada e incluso, según el investigador Oscar Félix Haedo habría sido su alumno.
La ceremonia religiosa se celebró al día siguiente en la Basílica de Nuestra Señora del Socorro (Buenos Aires). La madrina fue Rosario Clorinda G. de Avellaneda, esposa de Marco Avellaneda, a su vez hermano del expresidente Nicolás Avellaneda, y el padrino Manuel Otero Acevedo, único representante de la familia del novio dado que su familia desaprobó la boda a causa de la diferencia de edad. Tanto en el acta civil como en la religiosa, Lola Mora figura con una edad de treinta y dos años.
La pareja  cinco años más tarde su marido la abandonó en Italia y formó pareja con una romana. Aunque se separó legalmente en 1917, siguió firmando Dolores Mora de Hernández.
Fue amiga del escritor y político italiano, Gabriele D'Annunzio, del presidente argentino Julio Argentino Roca y de Benita Campos, una de las primeras periodistas mujeres en la provincia de Salta. Buena parte de los detalles de la vida privada de Lola se perdieron cuando, a su muerte, la familia quemó su correspondencia.

## Obras
Las características del arte escultórico de Lola Mora evolucionaron desde un academicismo muy influido por el renacentismo italiano hasta una suerte de brutalismo donde se encuentran afinidades con Rodin. Por otro lado, Lola Mora tiene por característica el realzar a la mujer en su naturalidad, esto en plena época en que la mujer en todo el mundo occidental estaba absolutamente recatada y sometida al hombre y solo aparecía de un modo clandestino la desnudez femenina como algo prostibulario y pornográfico.
La intención de Lola Mora en sus obras era exaltar a la mujer libre con y en su belleza natural, sin embargo la mentalidad mayoritaria de la época consideró a sus desnudos femeninos como obras "inmorales". La obra de Lola Mora fue realizada en un momento pleno contexto de la liberación femenina.
Lola Mora fue una prolífica trabajadora realizando destacadas obras entre las que sobresalen:
- Fuente de las Nereidas, o El tocador de Venus, en la Costanera Sur, Ciudad de Buenos Aires, 1903.
- Bajorrelieves de la Casa de la Independencia, San Miguel de Tucumán, 1900.
- Estatua "De la Libertad", Plaza Independencia, San Miguel de Tucumán.

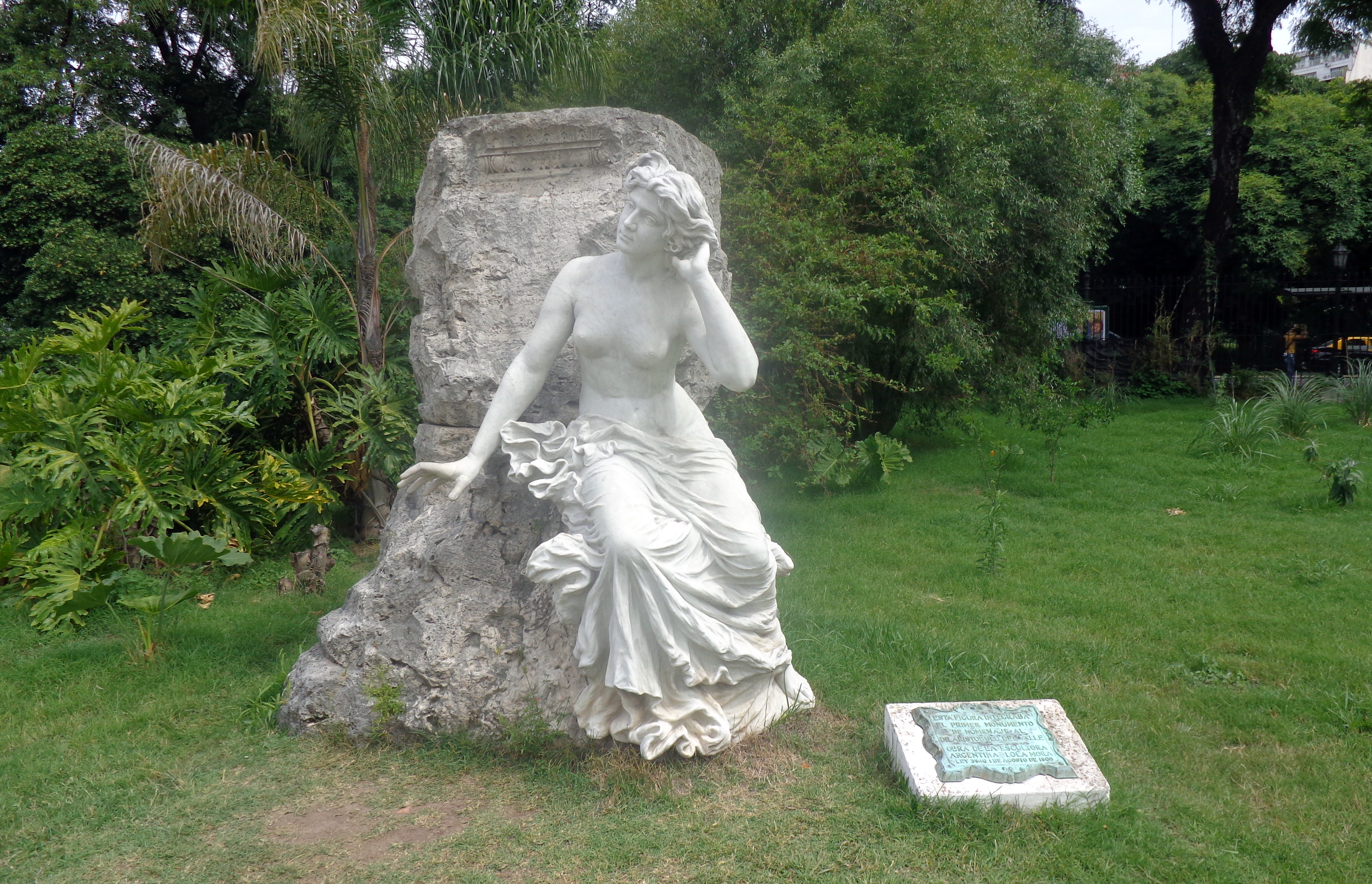
El Eco.

- Monumento a Juan Bautista Alberdi, Plaza Alberdi, San Miguel de Tucumán.
- El grupo escultórico del que sería el 2.º Monumento Nacional a la Bandera Argentina, hoy parte del 3.º y definitivo, erigido en la Ciudad de Rosario.
- Estatuas de "La Justicia", "El Progreso", "La Paz" y "La Libertad", en las adyacencias del Palacio de Gobierno de la Ciudad de San Salvador de Jujuy.
- Estatua "El Trabajo", en la Plazoleta Maipú de la Ciudad de San Salvador de Jujuy.
- Estatua "Los Leones", en el barrio Ciudad de Nieva, San Salvador de Jujuy (Jujuy).
- Monumento a Nicolás Avellaneda, en la Plaza Alsina, Avellaneda, Provincia de Buenos Aires.
- Monumento a Francisco Narciso Laprida en la ciudad de San José de Jachal, Provincia de San Juan.
- Algunas de las obras fundidas en bronce para el Monumento 20 de febrero conmemorativo de la Batalla de Salta, Ciudad de Salta, realizadas en París, bajo su supervisión artística.
- Estatua del Dr. Facundo Zuviría, Jardines de Lola Mora, Parque San Martín, Ciudad de Salta.[12][13]
- En la localidad de El Tala (Departamento La Candelaria, Salta) está su Casa Natal –declarada "Monumento Histórico Nacional"– y en el Cementerio de dicho Municipio, la primera lápida de que es autora, erigida en memoria de Don Facundo Victoriano Zelarayán (primer jefe de la estación ferroviaria de la localidad).
- Busto de Aristobulo del Valle. Ficha de la obra: Año: 1906 Ubicación: Municipalidad de La Plata.
- Estatua del General Carlos María de Alvear,[14] primer correntino jefe del Estado nacional.[15] Ubicada en el Paseo Arazatí, de la ciudad de Corrientes, en cercanías del acceso al Puente Belgrano.

### Estilo artístico
Algunas de sus obras resultan originalmente sintéticas entre el clasicismo academicista y tendencias abstractizantes que tienen visos de brutalismo (parecen casi inconclusas y talladas a cincel de un modo rudo), tales realizaciones llevaron a que el periodista francés Jules Huret, invitado al Centenario Argentino, en 1910, al verlas diera una opinión muy desfavorable y sin embargo Lola Mora se estaba acercando con tales obras a las vanguardias del siglo XX representadas en Alberto Giacometti, Eduardo Chillida Juantegui, Pablo Picasso y Henry Moore y anticipadas por los sobresalientes Auguste Rodin y Antoine Bourdelle. Pero fue muchas veces incomprendida si bien se le reconocieron ya en vida sus grandes méritos en su patria aunque restringidos entonces a sus tallas clasicistas y neorrenacentistas.

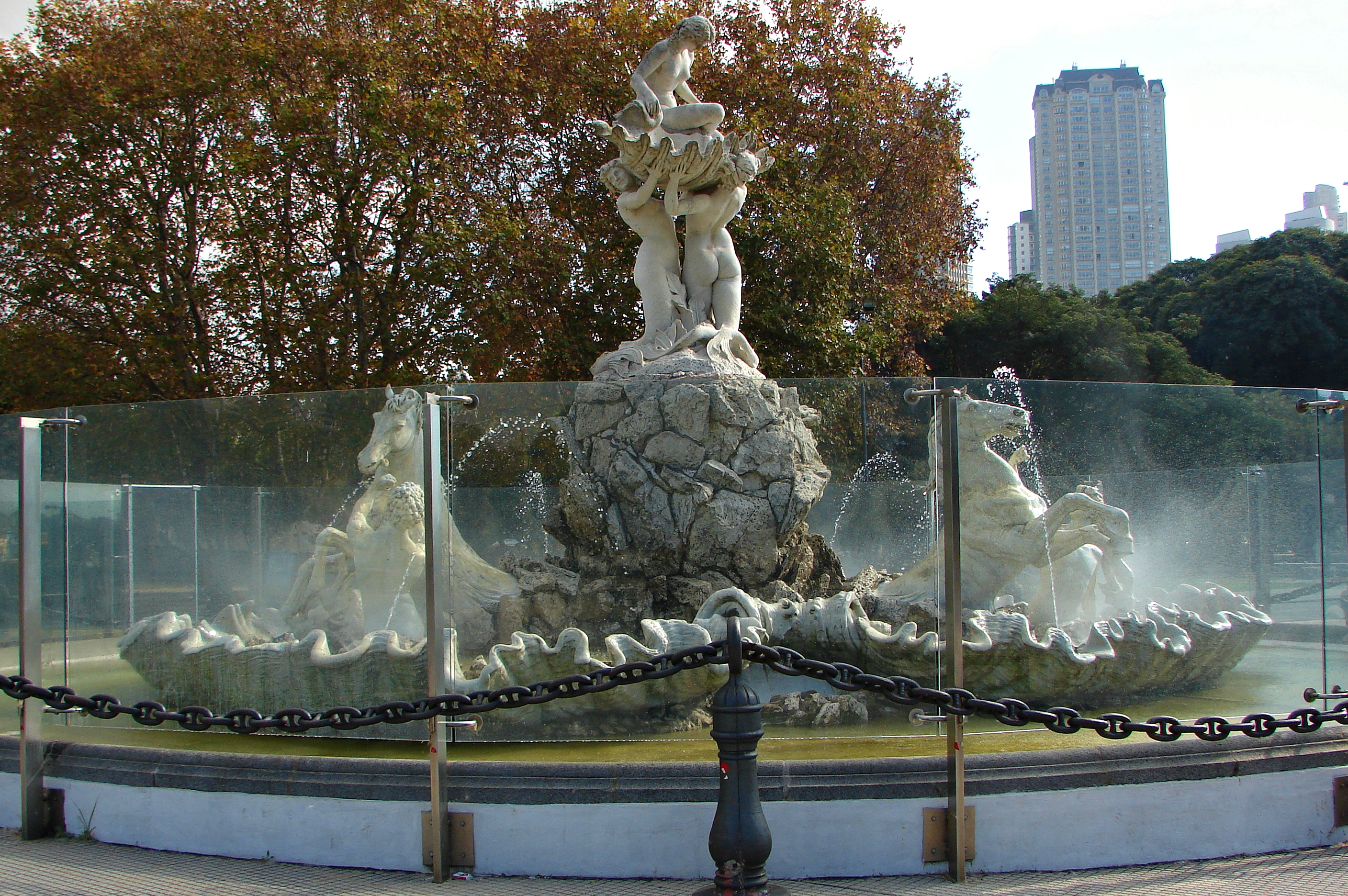
Actualmente, la fuente Las Nereidas se encuentra en Puerto Madero, CABA.

### Fuente de las Nereidas

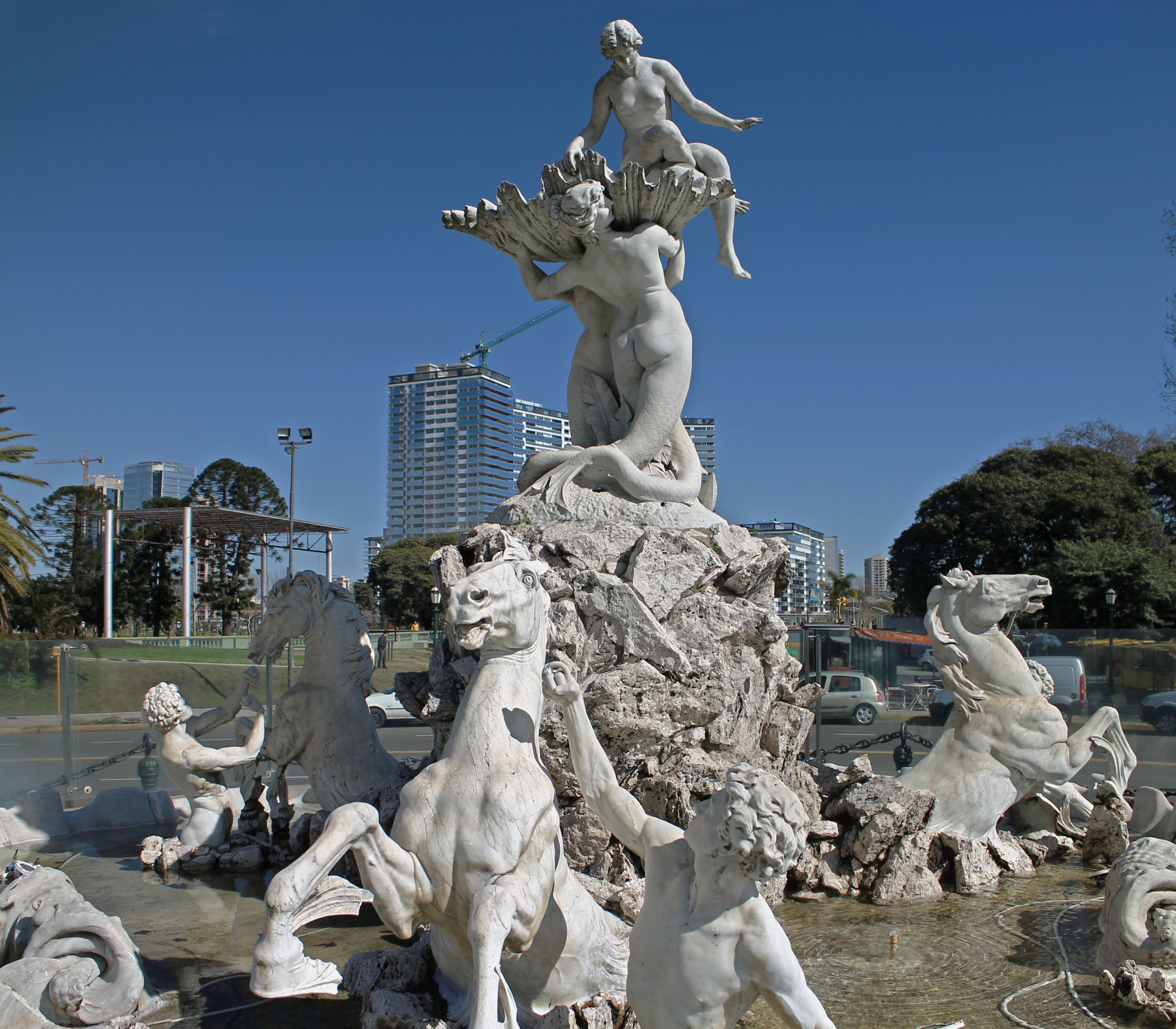
Detalle de la Fuente de las Nereidas, la obra más conocida de la escultora.

Si bien no es la obra más relevante de Lola Mora desde el punto de vista de importancia monumental e histórica, es la más conocida . Adquirida por la Municipalidad de la Ciudad de Buenos Aires inicialmente estaba previsto que se instalara frente a la Catedral.
Esculpida en su estudio de Roma, cuando en agosto de 1902 regresó a Buenos Aires con los bloques de la fuente, al descubrirse que estaba conformada por estatuas completamente desnudas, estalló el escándalo y se consideró poco apropiada su ubicación.
Finalmente se inauguró el 21 de mayo de 1903 en presencia de una muchedumbre que quería contemplar la fuente del escándalo.
Esta obra escultórica tuvo su primer emplazamiento a poca distancia de la Casa Rosada, pero, la presión de las "ligas moralistas", que además de quejarse de los desnudos de la obra no toleraban ver trabajar a Lola Mora en pantalones en su taller, obligaron su traslado a un lugar entonces alejado: la Costanera Sur, donde aún se encuentra tal escultural fuente. Desde esa época, Mora comenzó a padecer una suerte de ostracismo, aunque pudiendo irse de su país prefirió quedarse.

## Otros emprendimientos
Tras su corto matrimonio, realizó riesgosas inversiones en la prospección de esquistos bituminosos para la obtención de petróleo en las selvas salteñas, sin embargo tales negocios le resultaron perdidosos.
Lola Mora participó también como contratista en la obra del tendido de rieles del Ferrocarril Transandino del Norte, más conocido como Huaytiquina, por donde hoy transita el tren a las Nubes, en la provincia de Salta.

### Patentes en la minería
Lola Mora obtuvo varias patentes. Entre sus creaciones se destacaron algunas ideas para la exploración minera, un sistema para proyectar películas de cine sin pantalla utilizando una columna de vapor y un sistema de cinematografía color basándose en la iridiscencia de las emulsiones oleosas sobre el celuloide. Aunque su idea estaba bien encaminada, la falta de una base científica adecuada hizo que su idea no se pudiera concretar en la práctica.
Como urbanista, fue autora del Primer Proyecto de Subterráneo y Galería Subfluvial de Argentina, previsto para la Capital Federal y del trazado de calles de la ciudad de Jujuy.

## Homenajes y reconocimientos
Centro Cultural y Museo Lola Mora- Jujuy
En lo que se denomina una "obra de arte en sí misma", se finalizó la construcción en un terreno de 5000 m2 en Alto La Viña, Jujuy de un Centro diseñado en el 2009 por el arquitecto argentino Cesar Pelli (Pelli, Clarke & Asociados) . El Monumento con forma de cincel, ubicado en un atalaya, en una zona residencial de la ciudad de Jujuy, tiene diseño autosustentable certificado Leed Gold, enclavado en las yungas. Inaugurado en el 2025,  constituye el mayor Homenaje a la escultora y su legado . 
El proyecto construido ha recibido 3 importantes premios: "Espacio Público" en Bienal internacional de Arquitectura de Buenos Aires 2022;  "10 edificios que cambiaran la arquitectura", CNN Diciembre 2023, y "5 edificios que tendrán un impacto positivo sobre el planeta "- Deustche Welle Abril 2023. 
En palabras del Arq. Tejeda, Secretario de Planificación de Jujuy,  el Centro Cultural Lola Mora "es una obra única y singular, diría cargada de mensajes y de poesía, donde el recorrido plantea una serie de sensaciones que permitirán al visitante tener una visión enriquecida del lugar (Jujuy expresado en sus cuatro regiones, pero fundamentalmente en las yungas y valles).
Por otro lado la puesta en valor y el recorrido por las escultura de Lola Mora legadas a Jujuy, rechazadas de su emplazamiento original en el Congreso de la Nación, y la resignificación que la artista de cada una de ellas de acuerdo a su visión progresista y disruptiva, harán del recorrido por el museo una experiencia sensorial.
Para lograr estas expresiones, el diseño se organiza con un eje principal que inicia con un recorrido desde el exterior, pasando por un puente, uno llega al espacio principal donde las esculturas son exhibidas con el fondo del paisaje y el cielo de Jujuy. Todo el recorrido es acompañado por una piel de vidrio (paneles de alturas variables que van desde los 3.5mts de altura hasta 9mts, sostenidos por costillas de vidrio, garantizando transparencia.
En el centro, se desarrollara la experiencia interactiva, a través de dispositivos que reflejaran la vida, la historia, y los hecho más relevantes de Lola Mora como mujer y escultora. El edificio cuenta también con un restaurant, un taller y un centro multimedia y gift shop." 
La estructura que permite crear este edificio es de hormigón armado con gran cantidad de elementos metálicos estructurales para poder materializar techos cuyos voladizos llegan a los 18 mts de luz.
Ese será el destino de los originales en mármol de Carrara de las esculturas monumentales que Lola Mora dejó en Jujuy, con el propósito de su adecuada conservación,  dejando réplicas en las ubicaciones anteriores.
Monumento a Lola Mora en Salta
La Comisión Interprovincial de Homenaje Permanente a Lola Mora, el 17 de noviembre de 1996, descubrió la Piedra Basal del “Monumento a Lola Mora”, que se erigirá frente a los Jardines que llevan su nombre, en el parque San Martín de la ciudad de Salta. A la vez que desde 1995, viene organizando año tras año la “Semana de las Artes”, que se celebra en simultáneo en El Tala y la ciudad de Salta (del 17 al 23 de noviembre) con participación de todas las disciplinas artísticas y las Regiones del país bajo la denominación de Festival Nacional de las Artes “Lola Mora” (o Lola Mora Festival).
La Comisión Nacional de Museos y de Monumentos y Lugares Históricos, el Poder Ejecutivo Nacional declaró por decreto 316, bien de interés histórico-artístico a la sepultura que guarda los restos de Lola Mora en el se encuentra en el cementerio del Oeste, de San Miguel de Tucumán.

### Día Nacional del Escultor y las Artes Plásticas
En su memoria, el Congreso de la Nación Argentina instituyó por ley 25.003/98, la fecha de su natalicio –17 de noviembre–, como “Día Nacional del Escultor y las Artes Plásticas”.

### Premios Lola Mora
En 1999 es un reconocimiento que otorga la Dirección General de la Mujer de la Ciudad Autónoma de Buenos Aires a quienes, en distintos medios de comunicación, transmiten una imagen positiva de la mujer que rompa con los estereotipos de género, promueva la igualdad de oportunidades y los derechos de las mujeres.
Tiene como objetivo impulsar cambios en las pautas culturales, usos y costumbres que permitan eliminar estereotipos de la imagen de las mujeres que se trasmiten en los medios de comunicación.
Se instituyó tras la promulgación de la Ley n.º 188 sancionada el 6 de mayo de 1999 y se otorgó por primera vez el premio en 2000.

## Frases de Lola Mora
Luego de que el proyecto de la fuente de las Nereidas tomara estado público, varios movimientos se opusieron a que este trabajo se llevara a cabo. Sin embargo, la artista continuó haciendo caso omiso a las oposiciones. A través de una carta asumió la defensa de su creación artística. Algunos de sus párrafos más elocuentes decían:

No pretendo descender al terreno de la polémica; tampoco intento entrar en discusión con ese enemigo invisible y poderoso que es la maledicencia. Pero lamento profundamente que el espíritu de cierta gente, la impureza y el sensualismo hayan primado sobre el placer estético de contemplar un desnudo humano, la más maravillosa arquitectura que haya podido crear Dios
Lola Mora

El arte es la respuesta del hombre a la naturaleza y su superación; pero hay una educación estética como hay una educación moral y otra religiosa
Lola Mora

Los seres humanos no alcanzan ninguna de esas formas de educación sino con una sensibilidad fina y una atención disciplina. Cada uno ve en una obra de arte lo que de antemano está en su espíritu; el ángel o el demonio están siempre combatiendo en la mirada del hombre. Yo no he cruzado el océano con el objeto de ofender el pudor de mi pueblo; me horrorizaría pensar que alguien haya imaginado semejante cosa (...) Lamento profundamente lo que está ocurriendo, pero no advierto en estás expresiones de repudio -llamémosle de alguna manera- la voz pura y noble de este pueblo. Y esa es la que me interesaría oír; de él espero el postrer fallo.
Lola Mora

## Estatuas en Tucumán

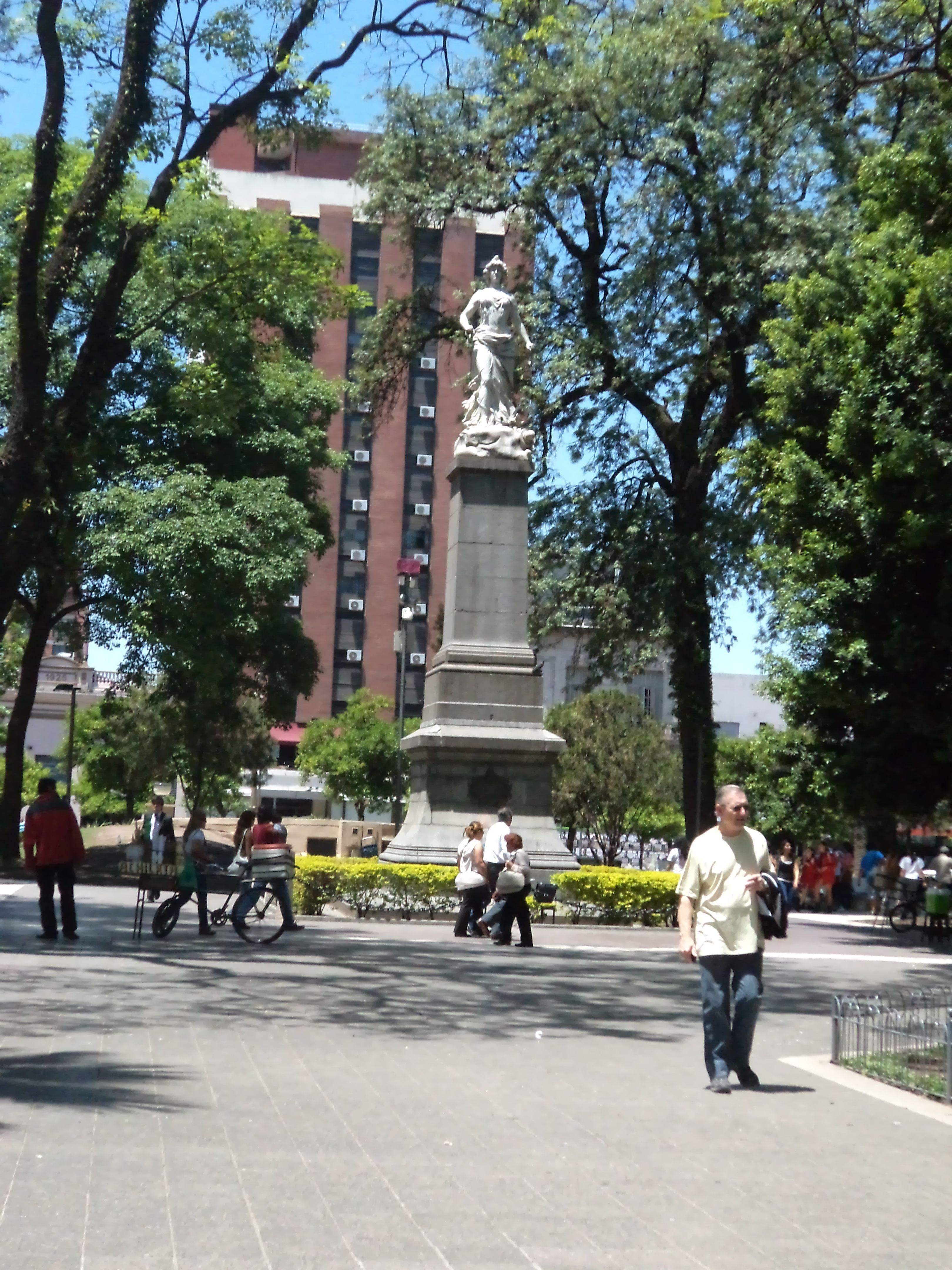
Estatua de la Libertad, en la plaza Independencia de Tucumán.
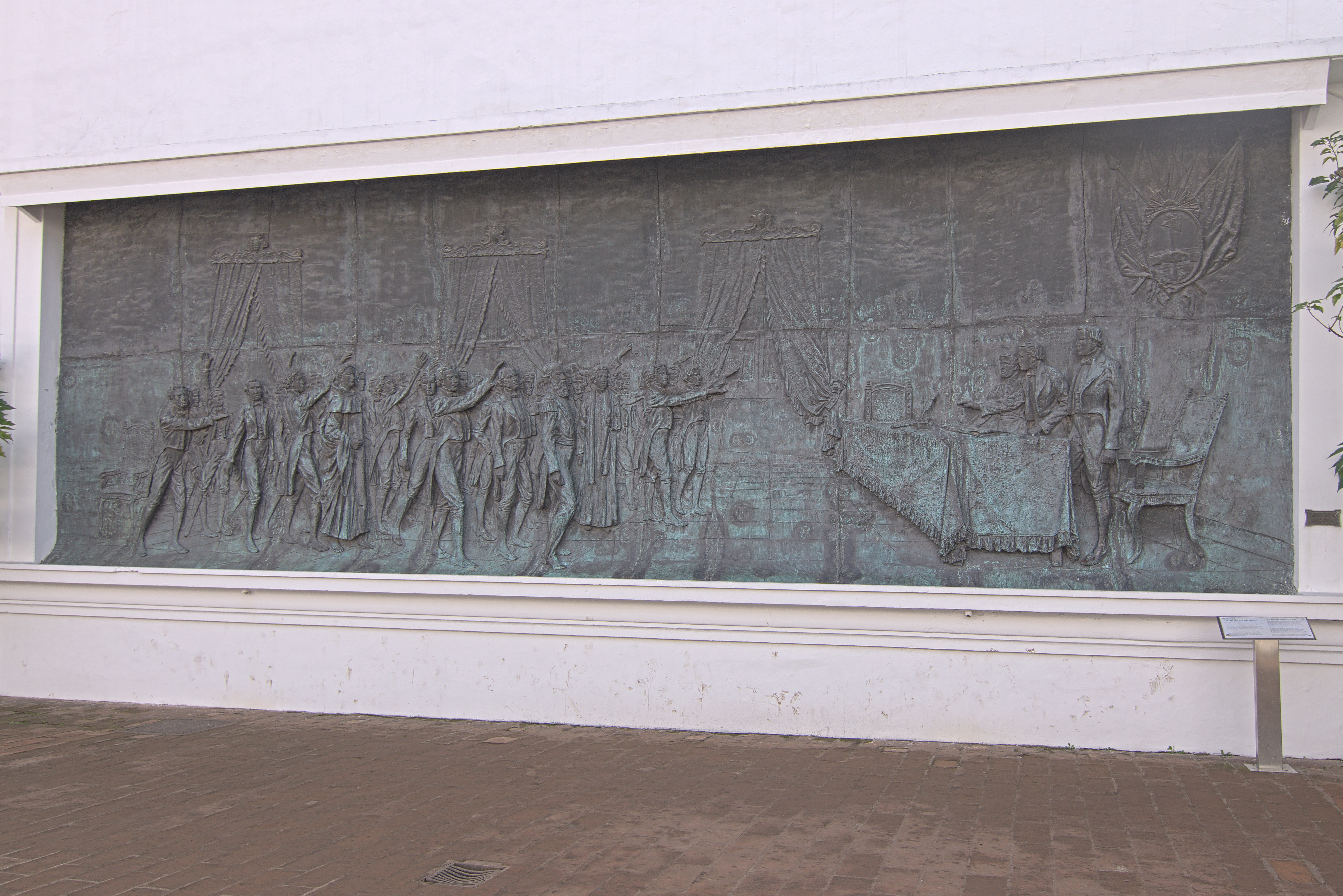
Uno de los dos sobre relieve de Lola Mora, en el tercer pati del museo Casa Histórica de Tucumán.
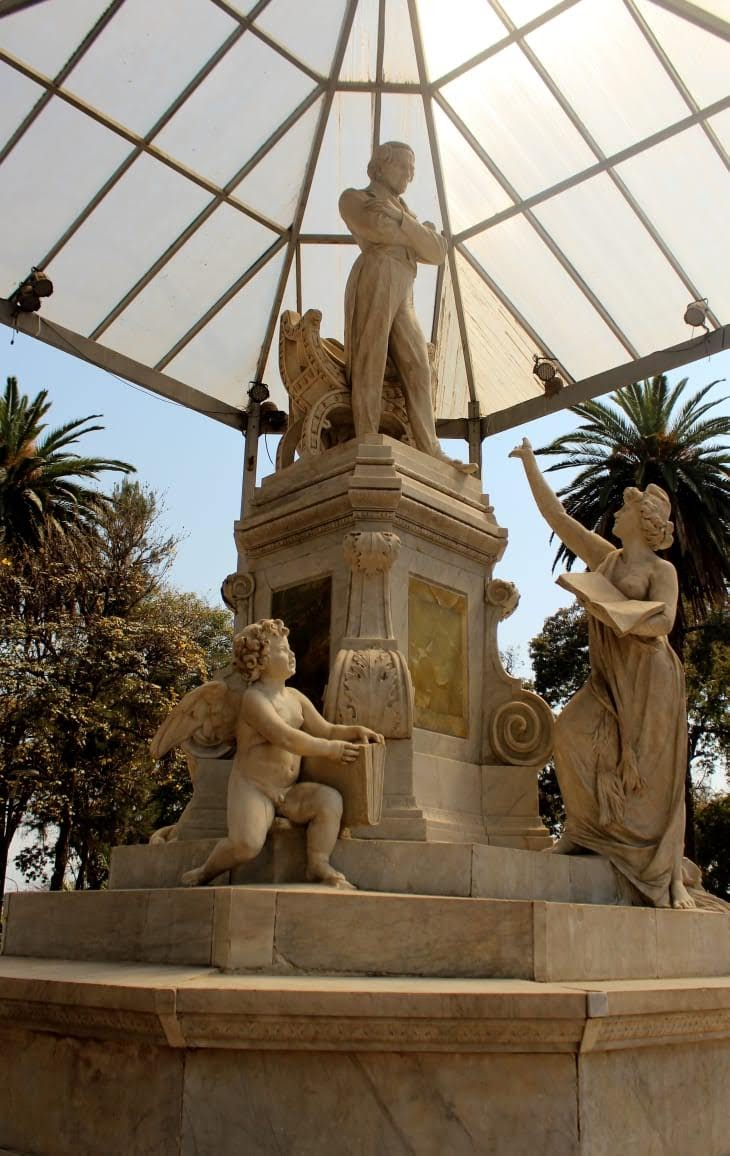
Monumento Alberdi, en la plaza Alberdi de la capital tucumana.

## Estatuas en Rosario
Un grupo de estatuas de Lola Mora flanquean el Pasaje Juramento, un pasaje peatonal en el Monumento Nacional a la Bandera, en la ciudad argentina de Rosario.

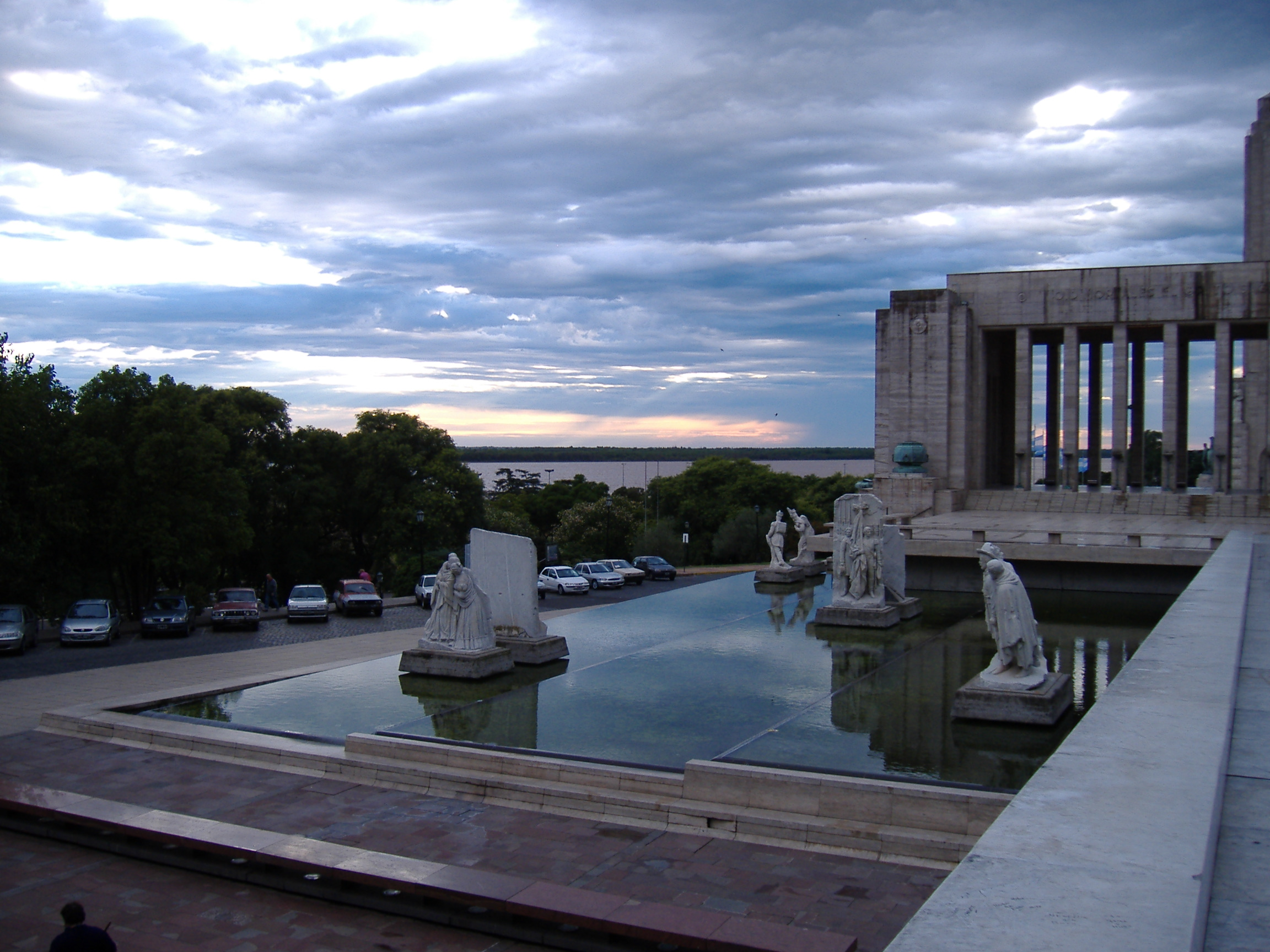
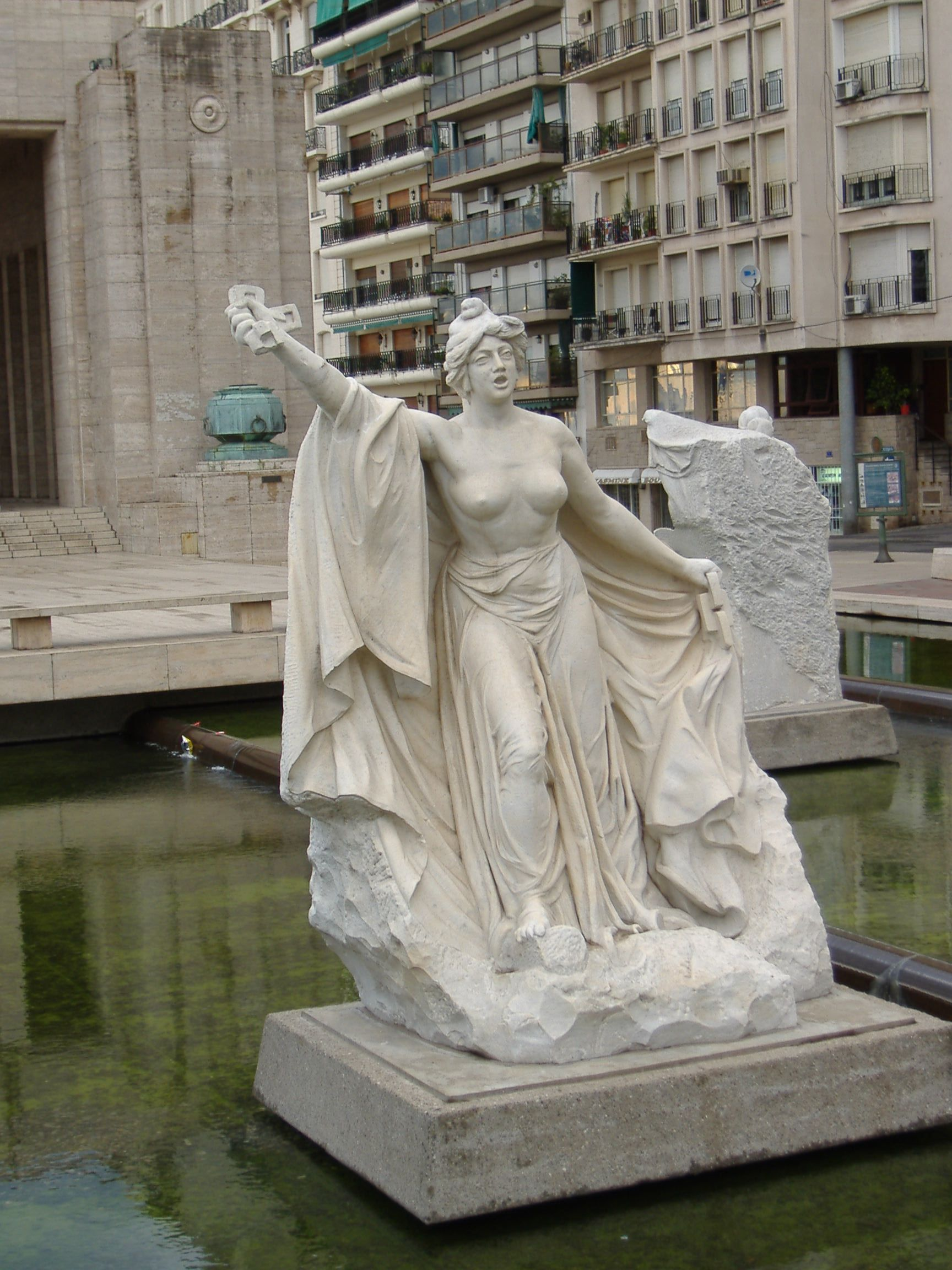
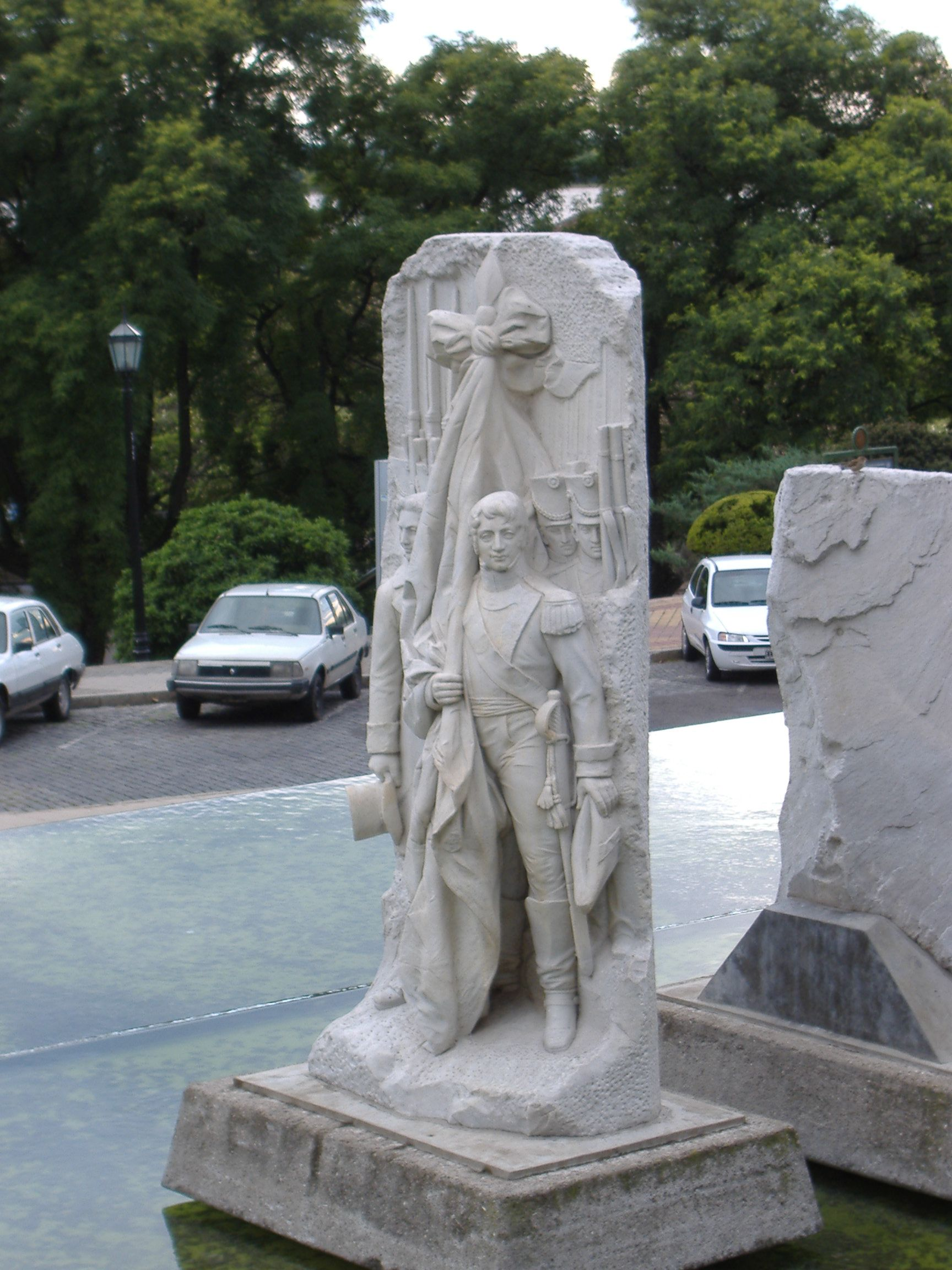
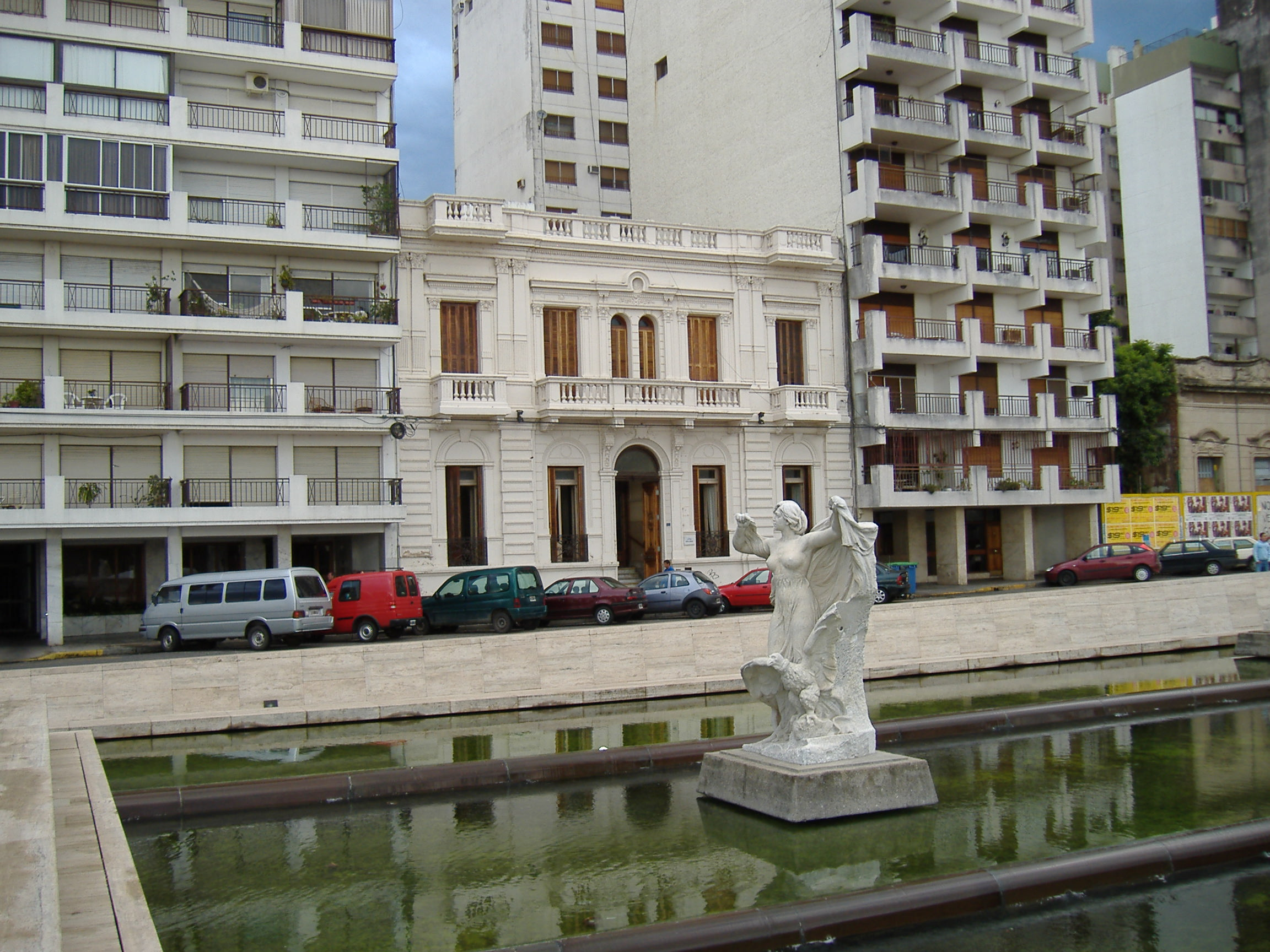
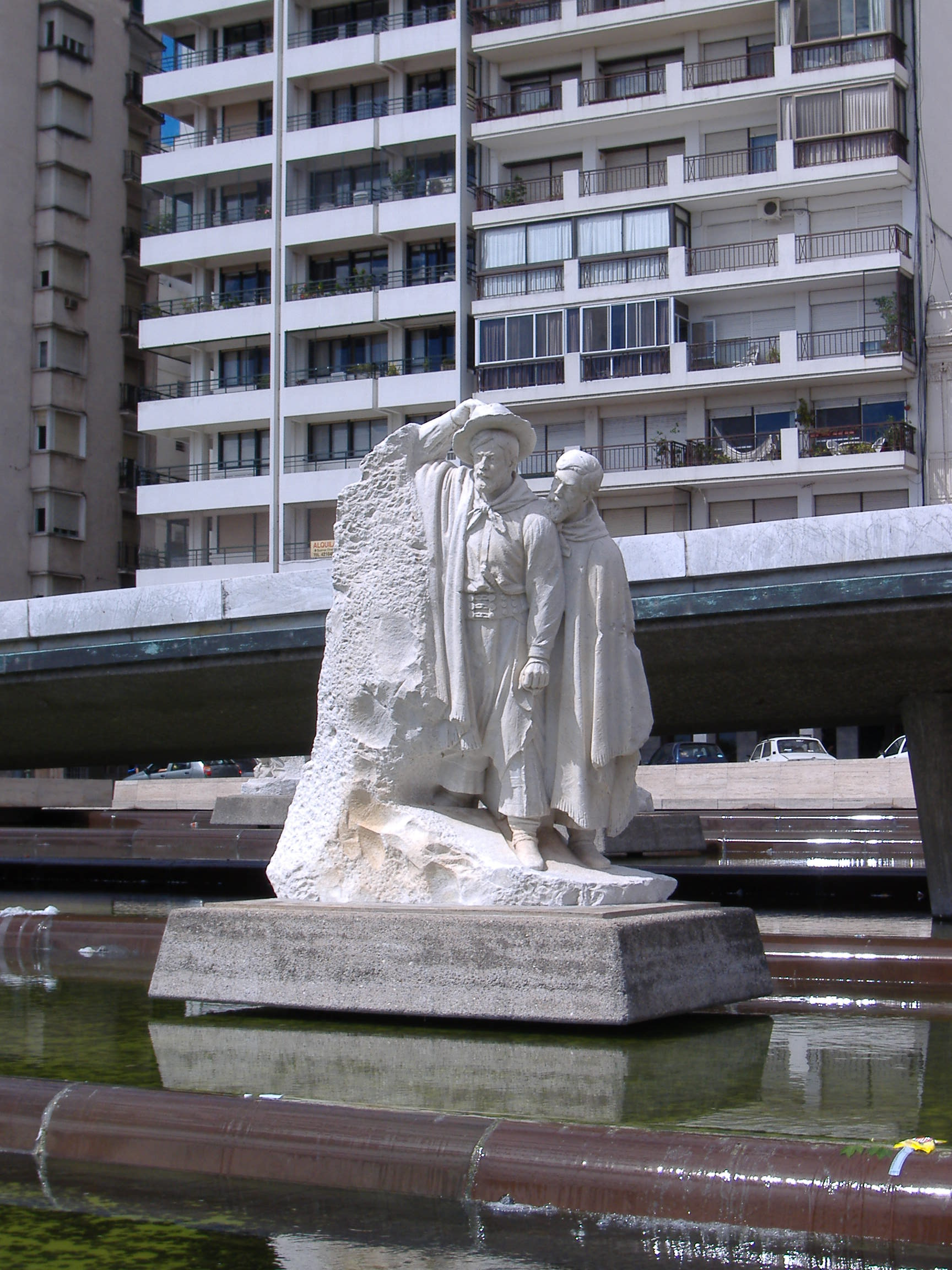
El Gaucho
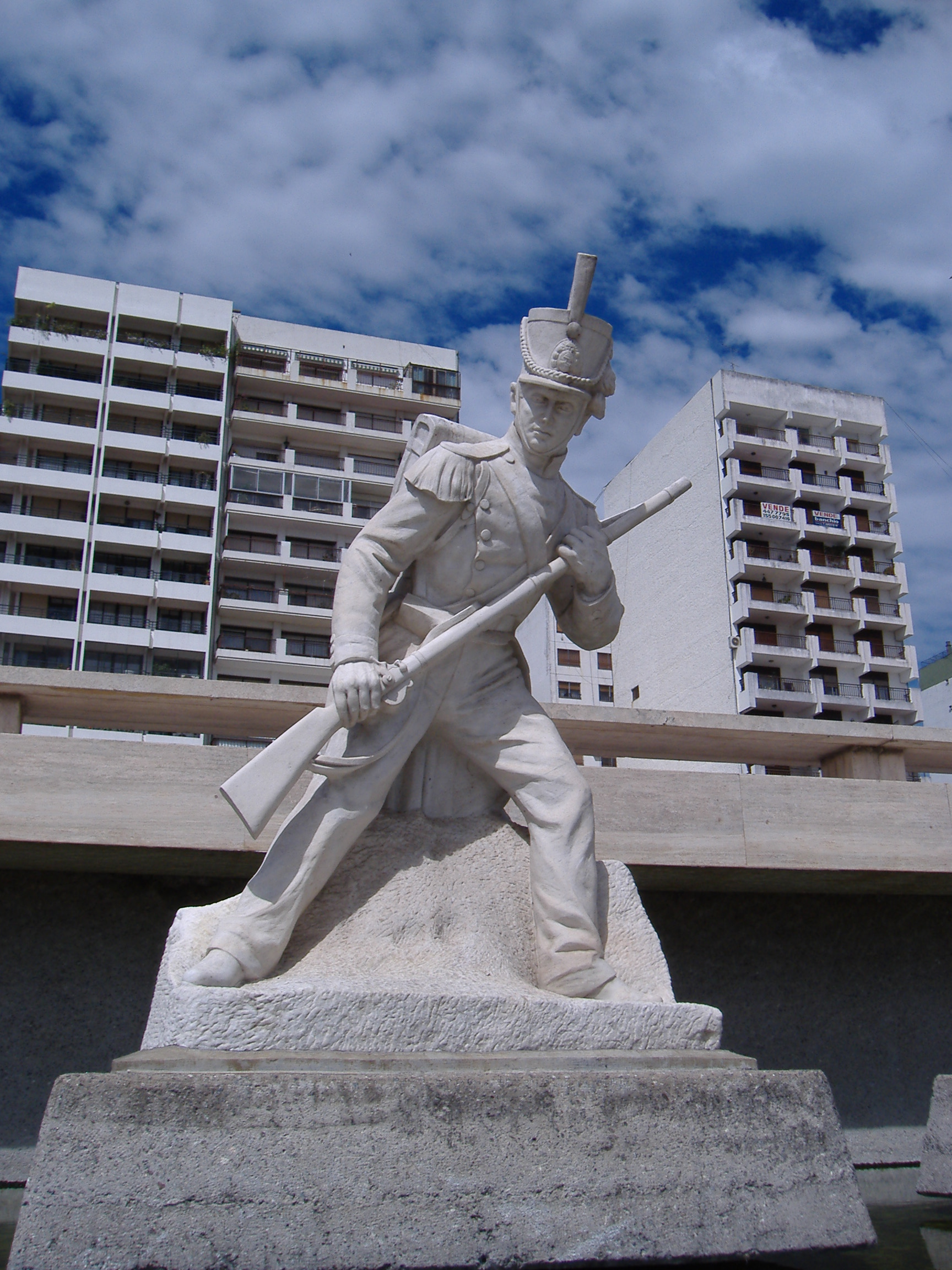
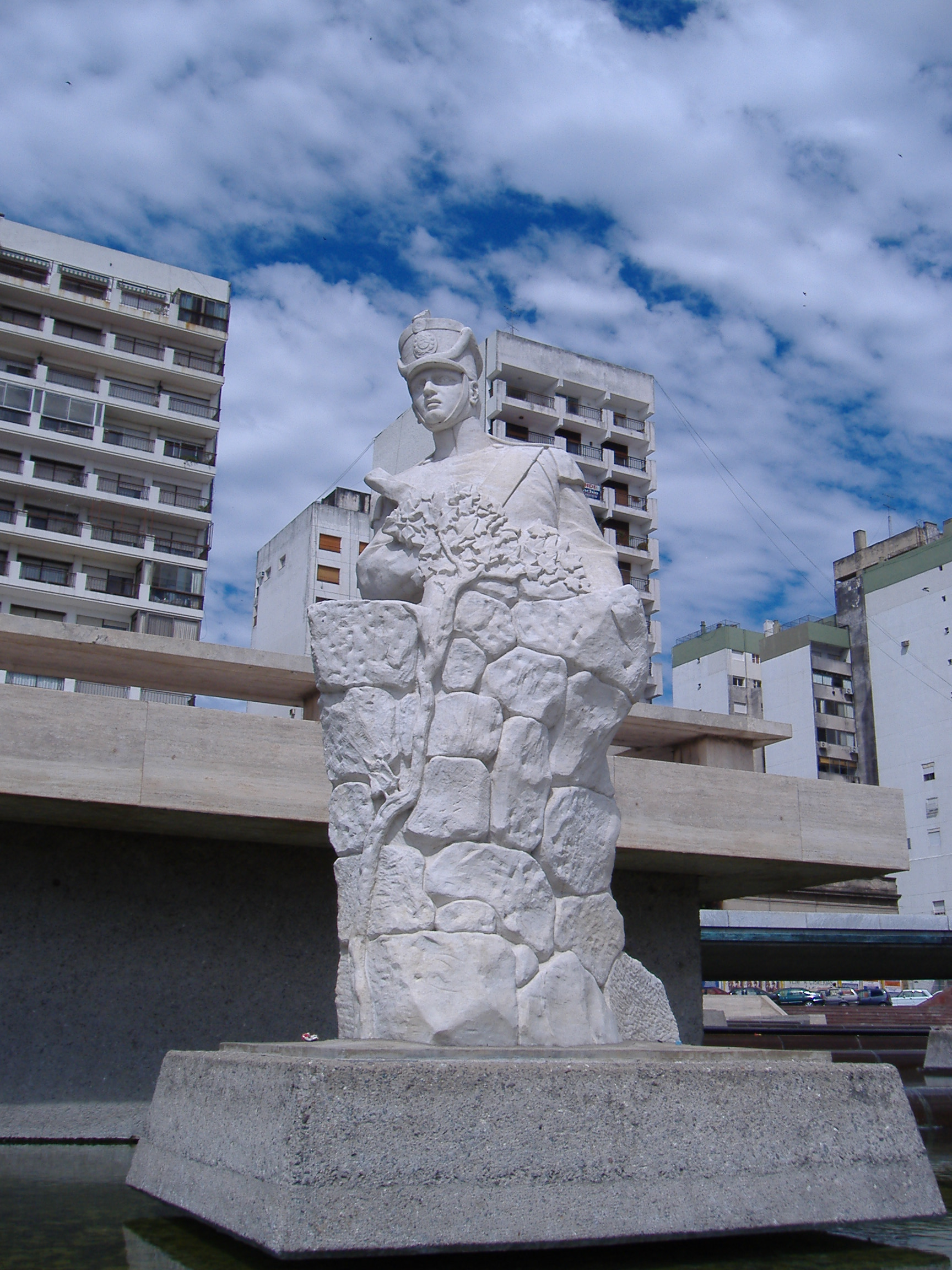
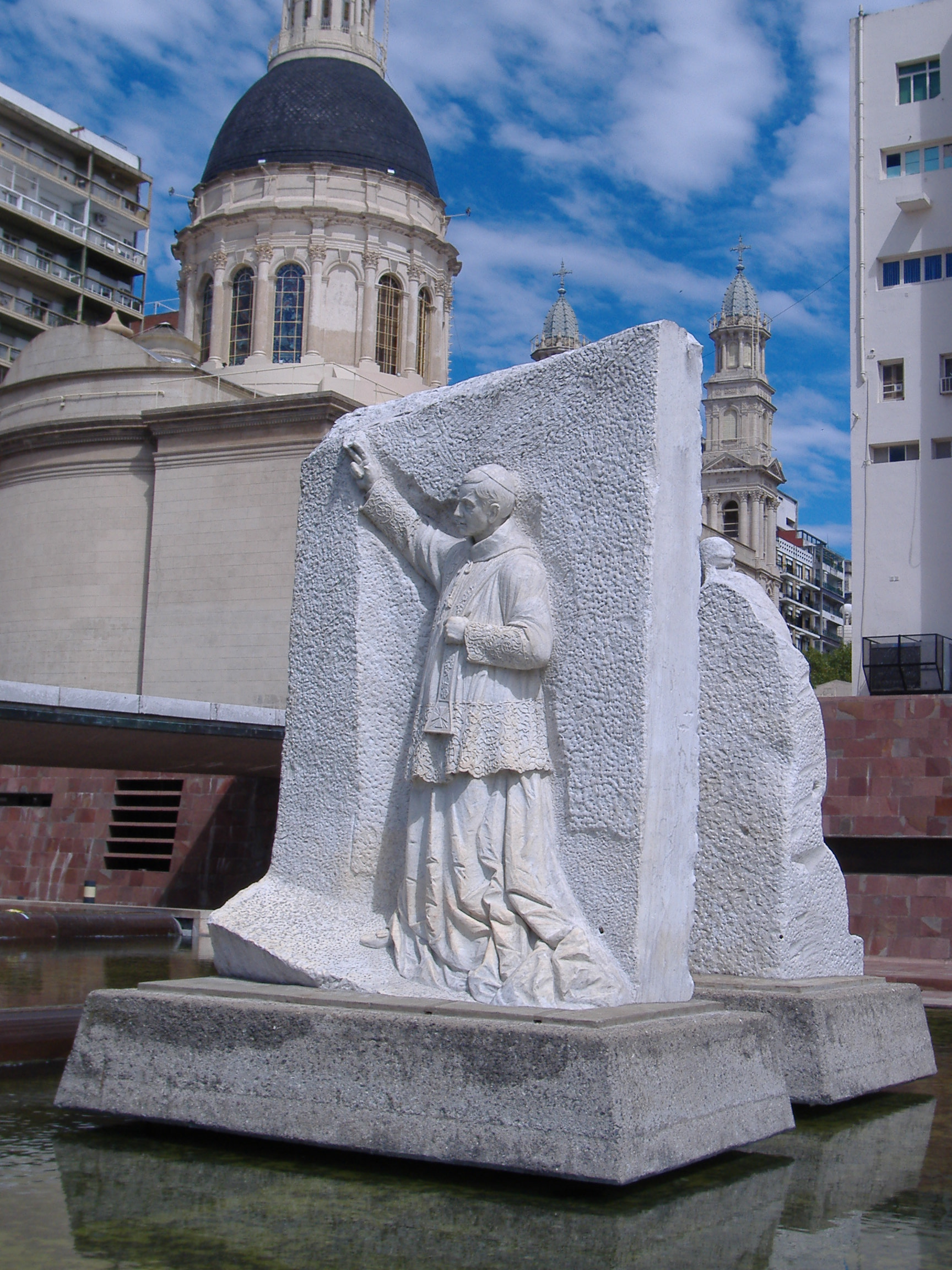
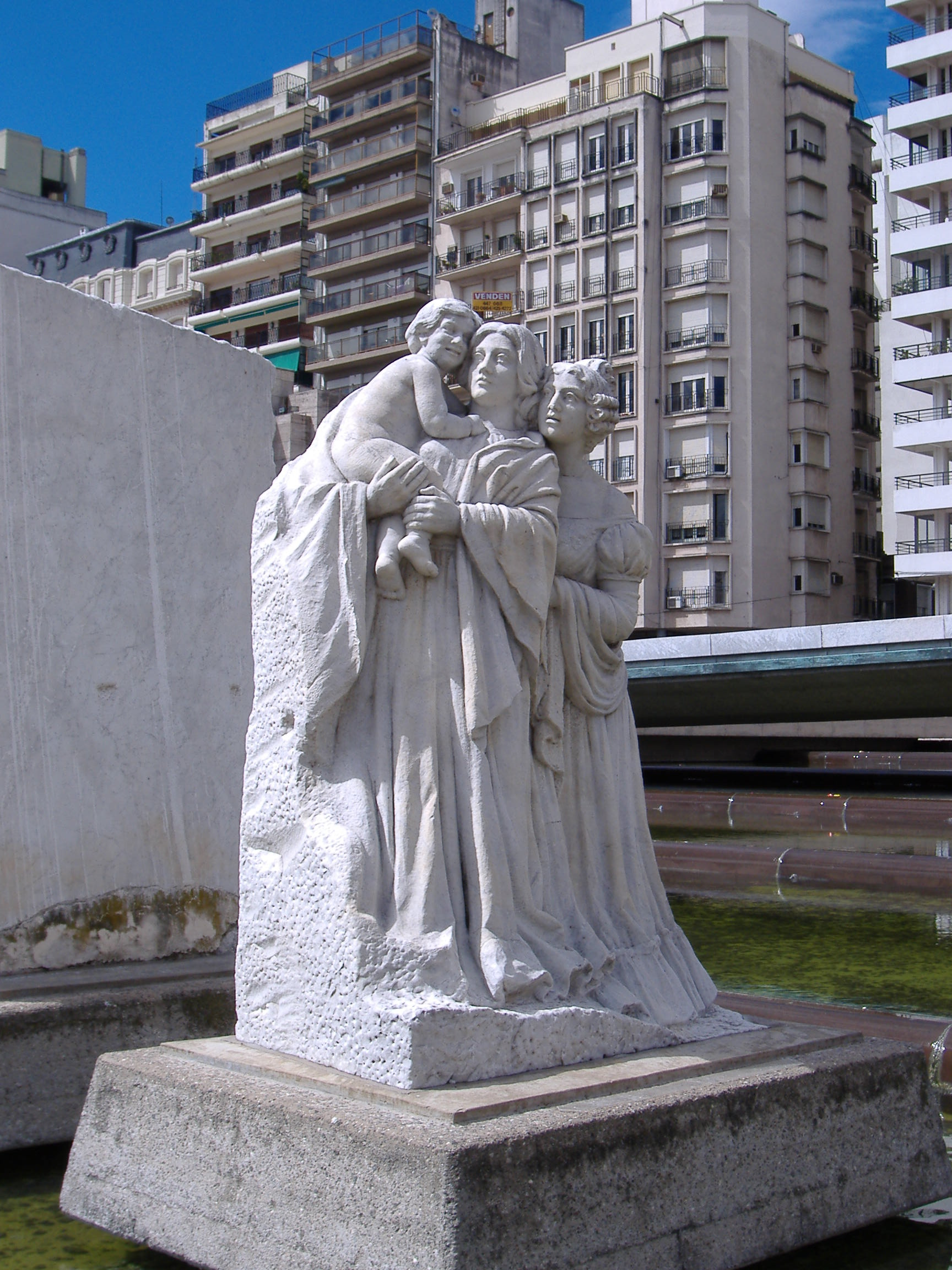
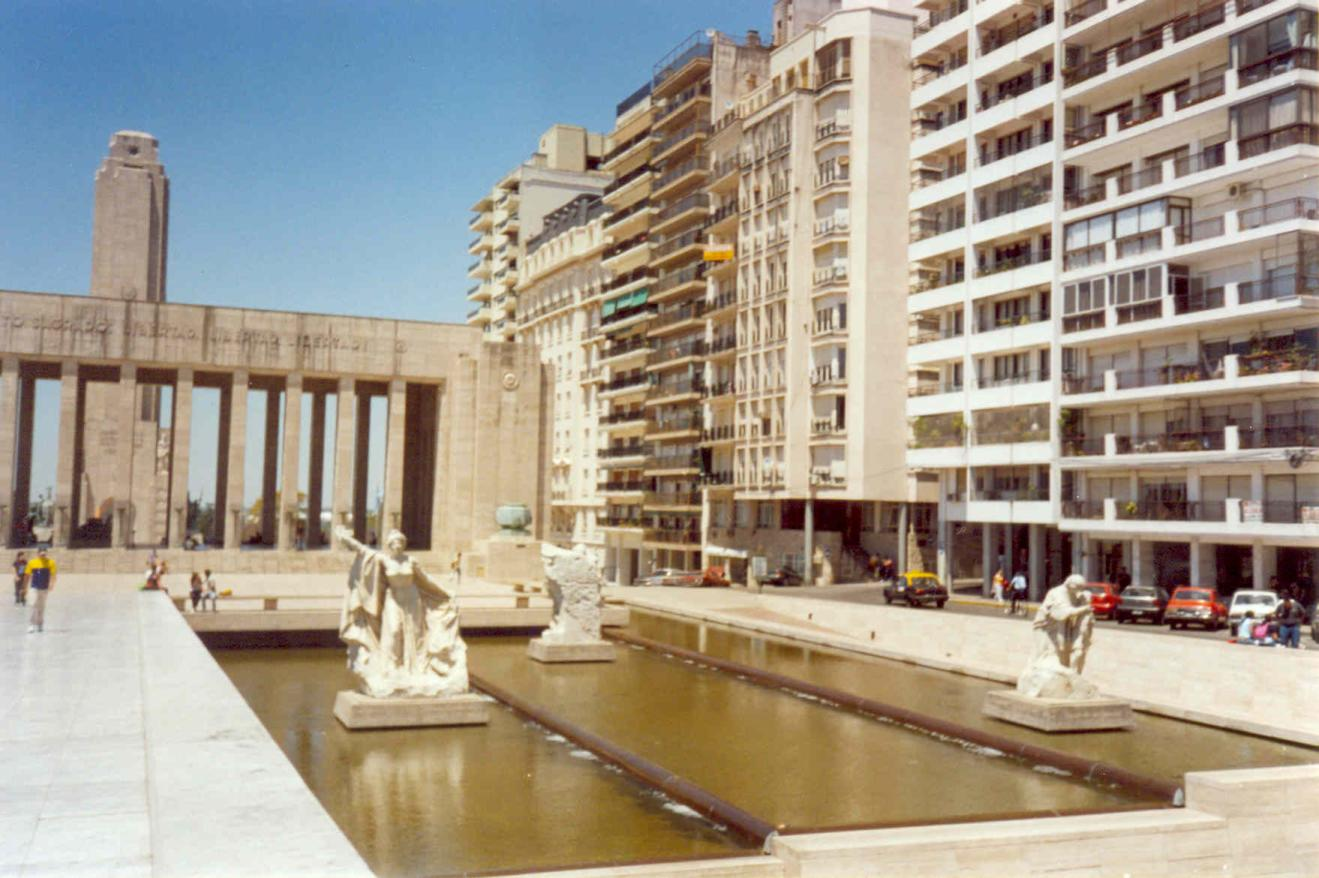
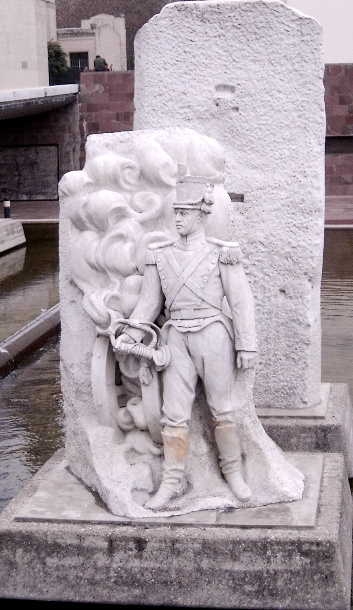

## Estatuas en San Salvador de Jujuy y en los pórticos del Palacio del Congreso de la Nación Argentina

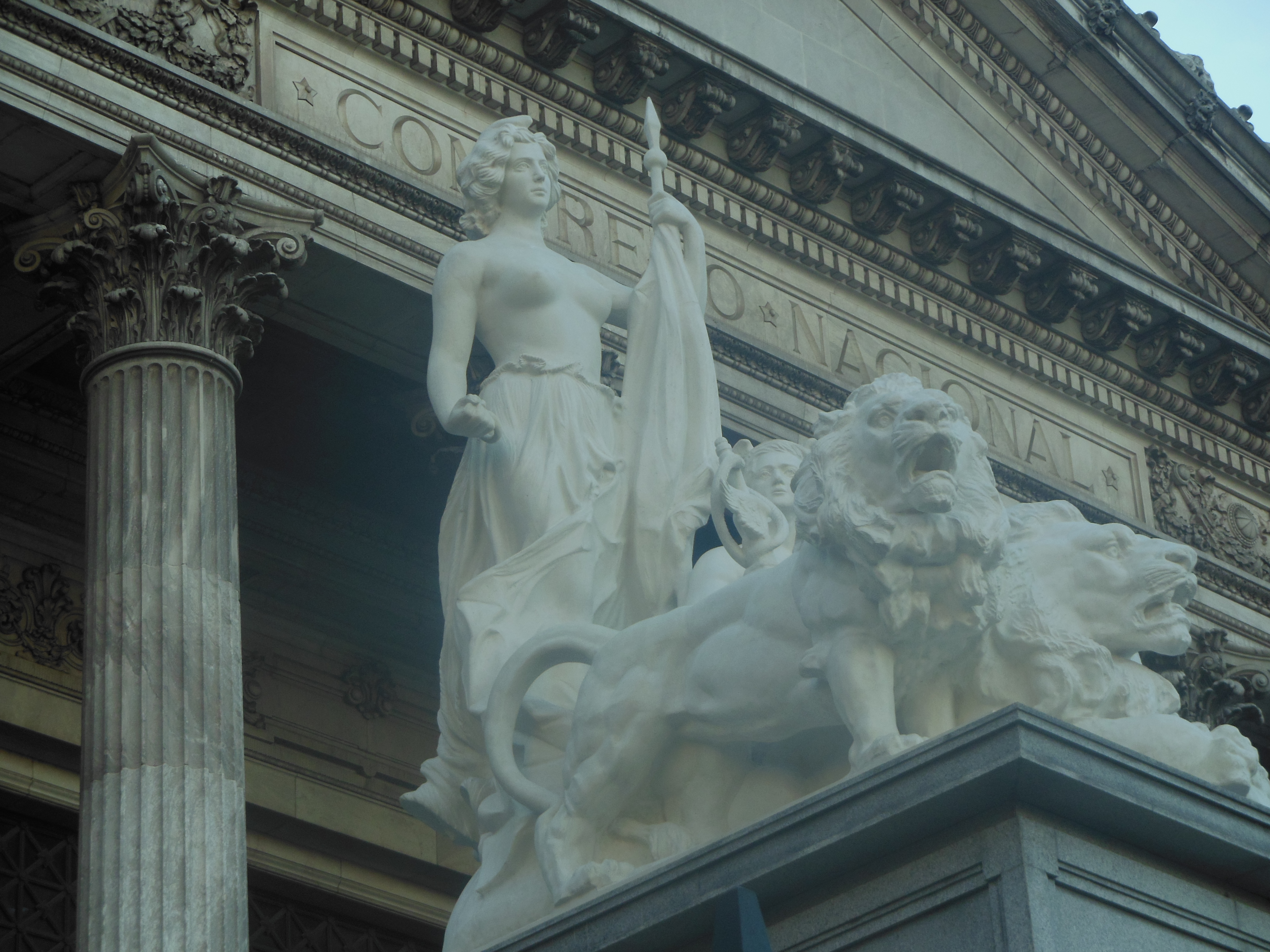
Réplicas de obras para el Palacio del Congreso de la Nación Argentina (acceso principal Norte, las originales hoy se encuentran en San Salvador de Jujuy)
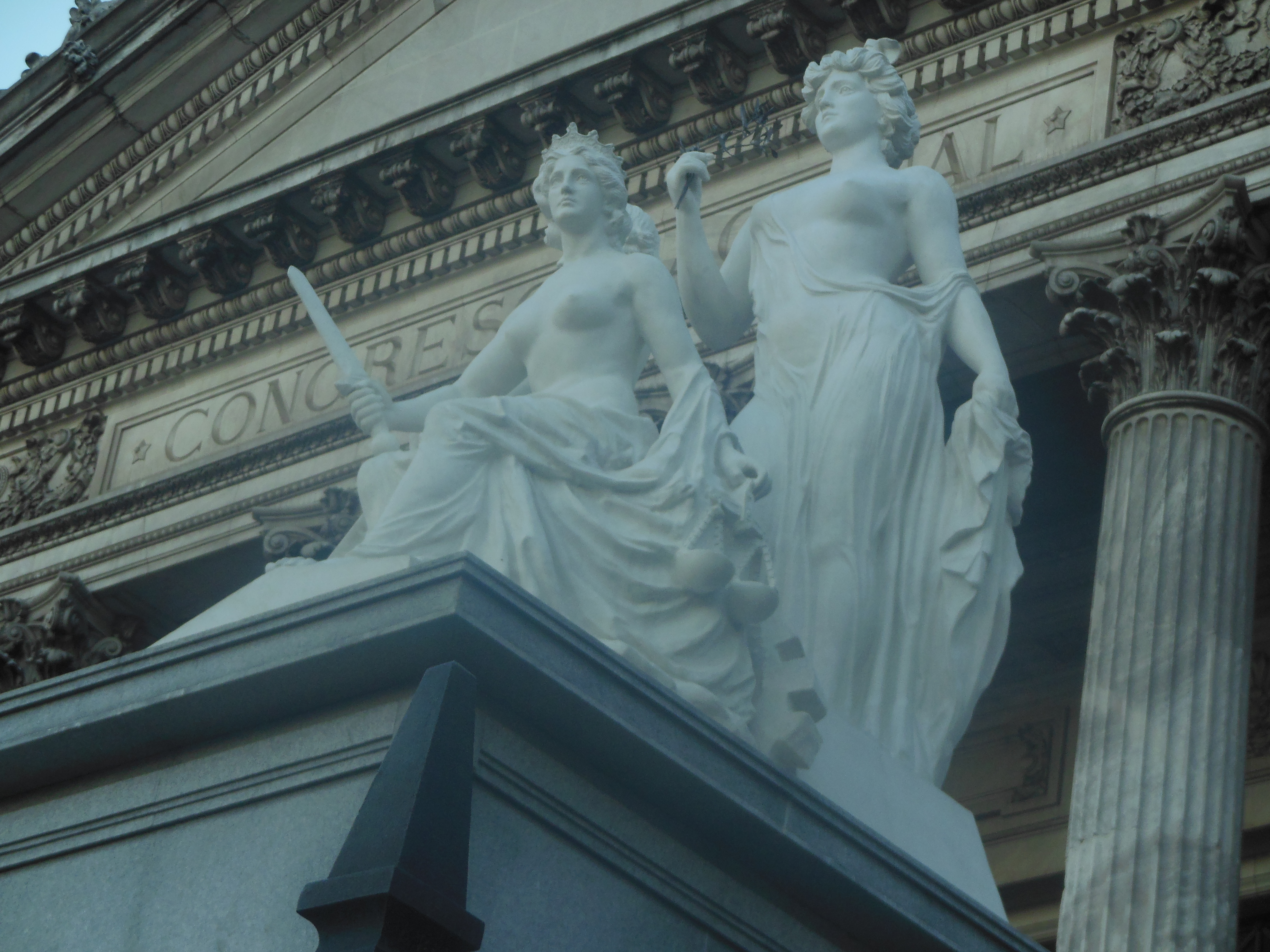
Réplica de obras alegóricas que realizó para el acceso principal del Palacio del Congreso de la Nación Argentina (lado sur)

## Estatua en San Juan

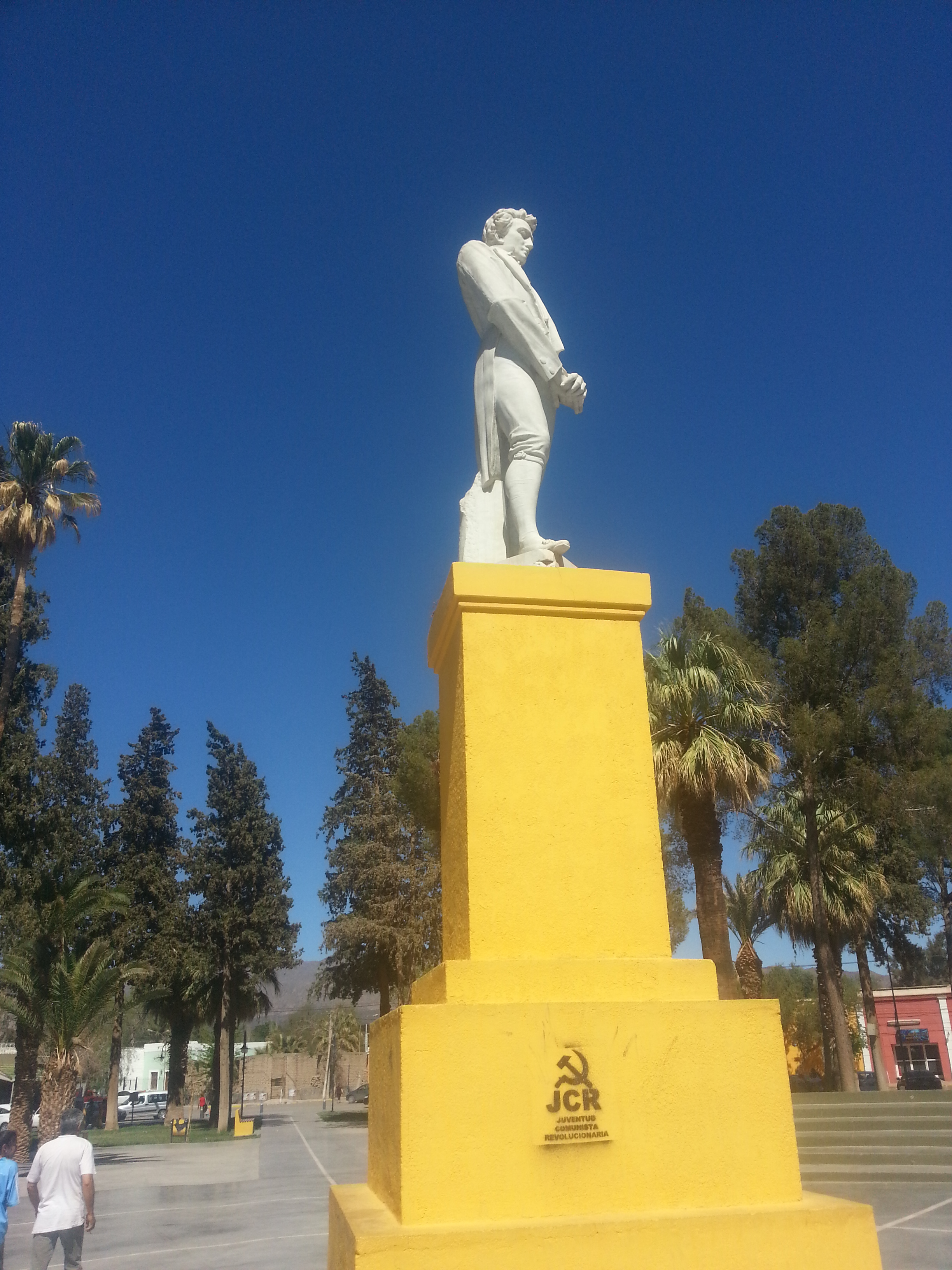
El Laprida
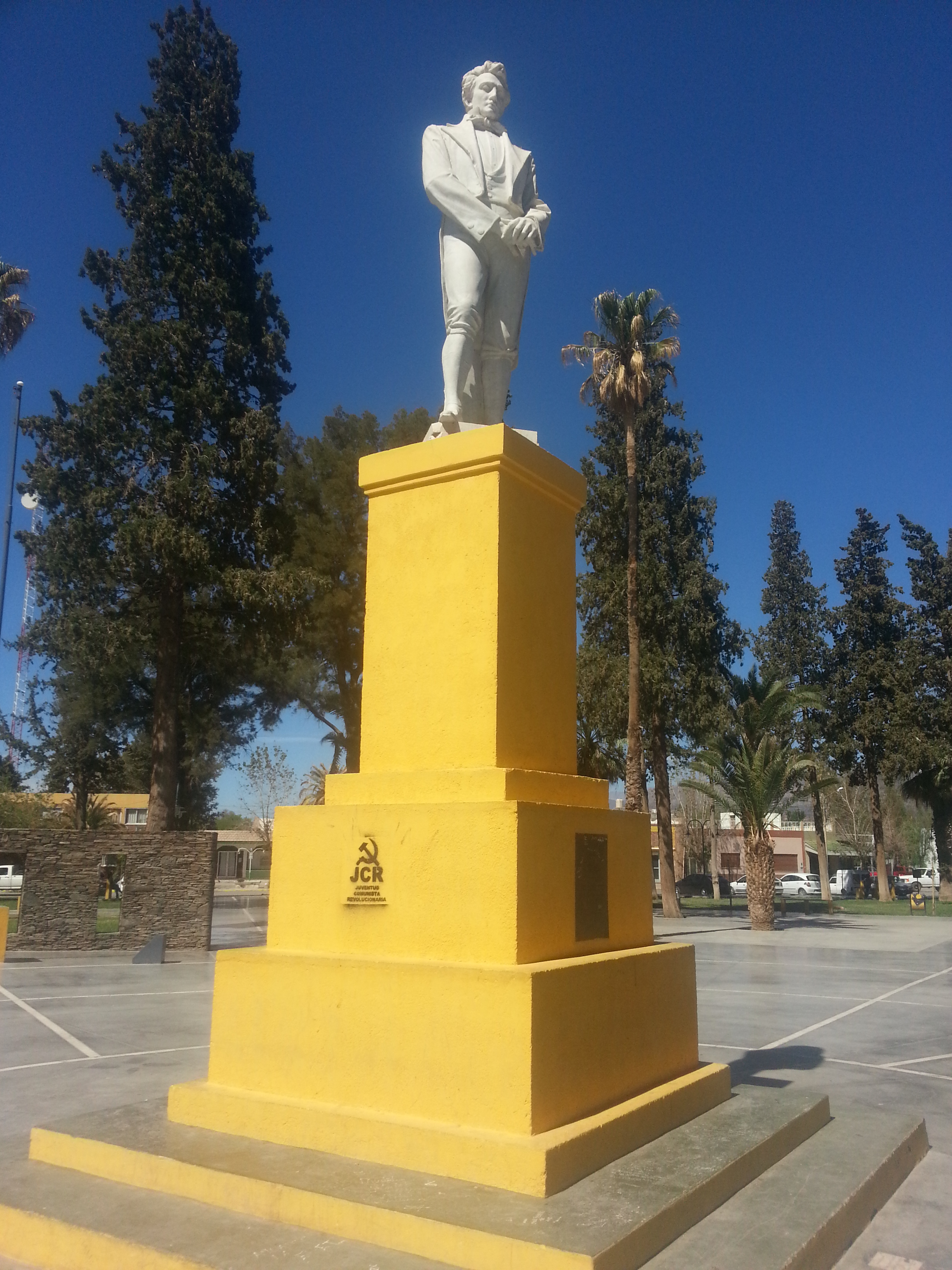
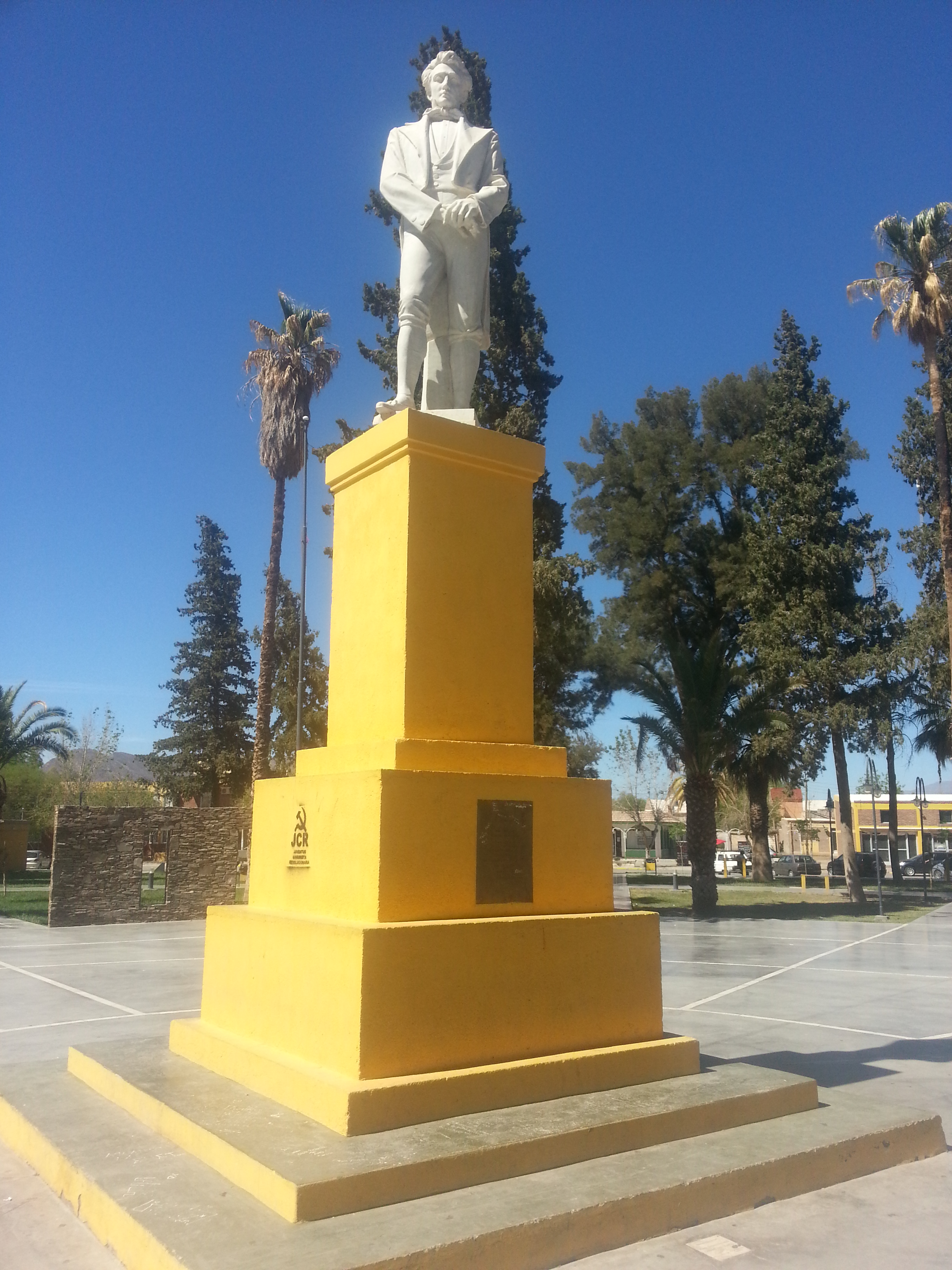

## Documentales
- La fuente de Las Nereidas (1966) cortometraje documental escrito y dirigido por Carlos Alberto Aguilar para la serie Argentina en este siglo.[25]
- Lola Mora (1996) largometraje dirigido por Javier Torre basado en la vida de la escultora.
- La otra Lola Mora. Dirección: Alejandro Arroz.[26] Producción: INCAA / Verónica Ardanaz. Dirección de Fotografía y Cámara Alejandro Arroz / Sonido Rubén Poli / Asesoramiento histórico David Sorich / Música Aníbal Alfaro, Pachula Botelli. Premio ATVC 1999.

La obra cinematográfica está basada en un trabajo de investigación sobre el origen y la vida de la artista, realizado por Antonio Sorich. "La otra Lola Mora" integra la serie de documentales "Tierra Firme", que está compuesta por diez cortometrajes de 24 minutos de duración cada uno.